# Espaço Schengen
O Espaço Schengen (em luxemburguês: [ˈʃæŋən]) é uma área composta por 29 países europeus, incluindo Portugal que aboliram oficialmente passaportes e muitos outros tipos de controlos de fronteira entre si. Sendo um elemento dentro do espaço de liberdade, de segurança e de justiça da União Europeia (UE), funciona principalmente como uma jurisdição única sob uma política comum de vistos para fins de viagens internacionais. O nome da área vem do Acordo de Schengen de 1985 e da Convenção de Schengen de 1990, ambos assinados em Schengen, Luxemburgo.
Dos 27 Estados-membros da União Europeia, 25 pertencem ao Espaço Schengen. O Chipre é legalmente obrigado a aderir no futuro. A Irlanda mantém a opção de não participar e, em vez disso, opera sua própria política de vistos. Os quatro Estados-membros da Associação Europeia de Comércio Livre (EFTA), Islândia, Liechtenstein, Noruega e Suíça não são membros da UE, mas assinaram acordos em associação com o Acordo de Schengen. Além disso, três microestados europeus — Mónaco, San Marino e Vaticano — mantêm fronteiras abertas para o tráfego de passageiros com os seus vizinhos e, portanto, são considerados membros de facto do Espaço Schengen devido à impossibilidade prática de viajar para ou a partir deles sem transitar por pelo menos um país membro de Schengen.
O Espaço Schengen tem uma população de mais de 423 milhões de pessoas e cobre uma área de 4 368 693 quilómetros quadrados. Cerca de 1,7 milhão de pessoas deslocam-se diariamente para o trabalho cruzando uma fronteira interna europeia e, em algumas regiões, essas pessoas constituem até um terço da força de trabalho. A cada ano, há um total de 1,3 mil milhões de travessias das fronteiras de Schengen. 57 milhões de travessias devem-se ao transporte rodoviário de mercadorias, com um valor de 2,8 biliões de euros por ano. A redução no custo do comércio devido a Schengen varia entre 0,42% e 1,59%, dependendo da geografia, dos parceiros comerciais e de outros fatores. Os países fora do Espaço Schengen também beneficiam. Os Estados do Espaço Schengen reforçaram os controlos de fronteira com os países não pertencentes ao Espaço Schengen.

## História

### Fronteiras europeias antes de Schengen
Antes da Primeira Guerra Mundial, a maioria dos países do mundo, incluindo a Europa, tinha políticas de fronteira frouxas, facilitando viagens educacionais como o Grand Tour entre as classes mais altas.
Os vistos tornaram-se comuns durante o período entre guerras, assim como os controles de fronteira. No entanto, após a Segunda Guerra Mundial, surgiram uniões alfandegárias entre vários países europeus. Os países nórdicos permitiram a livre circulação e residência entre eles em 1954, e os países do Benelux aboliram suas fronteiras mútuas em 1960. Isso refletiu uma tendência maior de integração europeia; as Comunidades Europeias (CE), predecessoras da União Europeia, foram criadas na década de 1950 para cooperação econômica.

### Acordo de Schengen
O Acordo de Schengen foi assinado em 14 de junho de 1985 por cinco dos dez Estados-membros das CE na cidade de Schengen, em Luxemburgo. O Espaço Schengen foi estabelecido separadamente das Comunidades Europeias, quando não foi possível chegar a um consenso entre todos os Estados-membros da CE sobre a abolição dos controles de fronteira.
O Acordo foi complementado em 1990 pela Convenção de Schengen, que propunha a abolição dos controles nas fronteiras internas e uma política comum de vistos. Os Acordos e as regras adotadas por eles eram totalmente separados das estruturas das CE e levaram à criação do Espaço Schengen em 26 de março de 1995.
À medida que mais Estados-membros da União Europeia assinavam o Acordo de Schengen, chegou-se a um consenso sobre sua absorção nos procedimentos da UE. O Acordo e suas convenções relacionadas foram incorporados à corrente principal da legislação da União Europeia pelo Tratado de Amsterdã em 1997, que entrou em vigor em 1999. Uma consequência do fato de o Acordo fazer parte da legislação europeia é que qualquer emenda ou regulamentação é feita dentro de seus processos, nos quais os membros não pertencentes à UE não participam.
O Reino Unido, as Dependências da Coroa e a República da Irlanda operam uma Zona Comum de Viagens (CTA) desde 1923 com viagens sem passaporte e liberdade de movimento entre si, mas o Reino Unido não quis abolir os controles de fronteira com nenhum outro país e, portanto, optou por não participar do Acordo. Embora não tenha assinado o Tratado de Schengen, a República da Irlanda sempre considerou a adesão mais favorável, mas não o fez para manter a CTA e sua fronteira aberta com a Irlanda do Norte.

#### Política comum de vistos Schengen
A política comum de vistos permite que os cidadãos de determinados países entrem no Espaço Schengen por via aérea, terrestre ou marítima sem visto para estadias de até 90 dias em um período de 180 dias. Os cidadãos de alguns outros países devem ter um visto na chegada ou em trânsito.

## Participação

### Membros atuais
O Espaço Schengen é composto por 27 países, incluindo quatro que não são membros da União Europeia (UE). Dois dos membros não pertencentes à UE — Islândia e Noruega — fazem parte da União Nórdica de Passaportes e são oficialmente classificados como Estados associados às atividades de Schengen da UE. A Suíça foi autorizada a participar da mesma forma em 2008. A Croácia entrou para o Espaço Schengen em 1.º de janeiro de 2023. De fato, o Espaço Schengen também inclui quatro microestados europeus — Andorra, Mônaco, San Marino e o Vaticano — que mantêm fronteiras abertas ou semiabertas com outros países membros de Schengen. Embora os acordos de Andorra com a França e a Espanha a tornem efetivamente parte de Schengen, isso pode ser evitado solicitando carimbos de entrada e saída na fronteira.
Um Estado-membro da UE, a Irlanda, negociou a exclusão de Schengen e continua a operar controles de fronteira com outros Estados-membros da UE, ao mesmo tempo em que faz parte da Área de Viagem Comum de fronteira aberta com o Reino Unido (um ex-membro da UE) e as Dependências da Coroa. Os três Estados-membros restantes da União Europeia — Bulgária, Chipre e Romênia — são obrigados por seus Tratados de Adesão a participar do Espaço Schengen eventualmente. Entretanto, antes de implementar totalmente as regras de Schengen, cada Estado deve ter sua preparação avaliada em quatro áreas: fronteiras aéreas, vistos, cooperação policial e proteção de dados pessoais. Esse processo de avaliação envolve um questionário e visitas de especialistas da UE a instituições e locais de trabalho selecionados no país que está sendo avaliado.
As únicas fronteiras terrestres com controles de fronteira (sem contar as temporárias) entre os membros da UE/EEE são as que dividem a Bulgária e a Romênia entre si e com o restante da UE.
| Estado                                                                            | Área (km2) | População (2021) | Data de adesão                            | Data de implementação  |
| --------------------------------------------------------------------------------- | ---------- | ---------------- | ----------------------------------------- | ---------------------- |
| Áustria                                                                           | 83 871     | 8.922.082        | 28 de abril de 1995                       | 1 de dezembro de 1997  |
| Bélgica                                                                           | 30 528     | 11.611.419       | 14 de junho de 1985                       | 26 de março de 1995    |
| Croácia                                                                           | 56 594     | 4.060.135        | 9 de dezembro de 2011                     | 1 de janeiro de 2023   |
| Chéquia                                                                           | 78 866     | 10.510.751       | 16 de abril de 2003                       | 21 de dezembro de 2007 |
| Dinamarca (excluindo Gronelândia e as Ilhas Faroe, veja)                          | 43 094     | 5.854.240        | 19 de dezembro de 1996                    | 25 de março de 2001    |
| Estónia                                                                           | 45 338     | 1.328.701        | 16 de abril de 2003                       | 21 de dezembro de 2007 |
| Finlândia                                                                         | 338 145    | 5.535.992        | 19 de dezembro de 1996                    | 25 de março de 2001    |
| França (excluindo departamentos de ultramar ecoletividades)                       | 551 695    | 64.531.444       | 14 de junho de 1985                       | 26 de março de 1995    |
| Alemanha(anteriormente excluindo Büsingen am Hochrhein)                           | 357 022    | 83.408.554       | 14 de junho de 1985                       | 26 de março de 1995    |
| Grécia                                                                            | 131 990    | 10.445.365       | 6 de novembro de 1992                     | 1 de janeiro de 2000   |
| Hungria                                                                           | 93 030     | 9.709.786        | 16 de abril de 2003                       | 21 de dezembro de 2007 |
| Islândia                                                                          | 103 000    | 370.335          | 19 de dezembro de 1996 18 de maio de 1999 | 25 de março de 2001    |
| Itália                                                                            | 301 318    | 59.240.329       | 27 de novembro de 1990                    | 26 de outubro de 1997  |
| Letónia                                                                           | 64 589     | 1.873.919        | 16 de abril de 2003                       | 21 de dezembro de 2007 |
| Liechtenstein                                                                     | 160        | 39.039           | 28 de fevereiro de 2008                   | 19 de dezembro de 2001 |
| Lituânia                                                                          | 65 300     | 2.786.651        | 16 de abril de 2003                       | 21 de dezembro de 2007 |
| Luxemburgo                                                                        | 2 586      | 639.321          | 14 de junho de 1985                       | 26 de março de 1995    |
| Malta                                                                             | 316        | 526.748          | 16 de abril de 2003                       | 21 de dezembro de 2007 |
| Países Baixos (excluindo Aruba, Curaçao, Sint Maarten e Países Baixos Caribenhos) | 41 526     | 17.501.696       | 14 de junho de 1985                       | 26 de março de 1995    |
| Noruega (excluindoSvalbard)                                                       | 385 155    | 5.403.021        | 19 de dezembro de 1996 18 de maio de 1999 | 25 de março de 2001    |
| Polónia                                                                           | 312 683    | 38.307.726       | 16 de abril de 2003                       | 21 de dezembro de 2007 |
| Portugal                                                                          | 92 391     | 10.290.103       | 25 de junho de 1991                       | 26 de março de 1995    |
| Eslováquia                                                                        | 49 037     | 5.447.622        | 16 de abril de 2003                       | 21 de dezembro de 2007 |
| Eslovénia                                                                         | 20 273     | 2.119.410        | 16 de abril de 2003                       | 21 de dezembro de 2007 |
| Espanha (com provisões especiais para Ceuta and Melilla)                          | 505 990    | 47.486.935       | 25 de junho de 2001                       | 26 de março de 1995    |
| Suécia                                                                            | 449 964    | 10.467.097       | 19 de dezembro de 2006                    | 25 de março de 2001    |
| Suíça(com Büsingen am Hochrhein)                                                  | 41 285     | 8.691.406        | 26 de outubro de 2004                     | 12 de dezembro de 2008 |
| Espaço Schengen                                                                   | 4 189 111  | 417 597 460      | 14 de junho de 1985                       | 26 de março de 1995    |

| Estado     | Área (km2) | População (2021) |
| ---------- | ---------- | ---------------- |
| Mónaco     | 2,02       | 36.686           |
| San Marino | 61,2       | 33.745           |
| Vaticano   | 0,49       | 511              |

### Membros em potencial
O procedimento para entrar no Espaço Schengen é a avaliação de determinados critérios pela Comissão Europeia. Esses critérios incluem legislação de controle de fronteiras, infraestrutura e organização, proteção de dados pessoais, vistos, deportações, cooperação policial e outros. Após uma avaliação positiva, os membros de Schengen do Conselho da União Europeia decidem por unanimidade, juntamente com o Parlamento Europeu, aceitar o novo membro.

#### Chipre
Embora o Chipre, que aderiu à UE em 1º de maio de 2004, seja legalmente obrigado a participar do Espaço Schengen, a implementação foi adiada por causa da disputa cipriota. De acordo com o ex-ministro cipriota das Relações Exteriores, Giorgos Lillikas, "o controle rigoroso e total baseado em Schengen criará uma enorme tribulação diária para os cipriotas turcos" do norte do Chipre, e não está claro se esse controle será possível antes da resolução da disputa. As Áreas de Base Soberana Britânica de Acrotíri e Deceleia, um Território Britânico Ultramarino que está fora da UE, também precisam de "outros tratamentos e mecanismos". Acrotíri e Deceleia não têm controle de fronteira com o Chipre, mas têm seu próprio controle de fronteira em sua base aérea. A partir de 2018, nenhuma data foi fixada para a implementação das regras de Schengen pelo Chipre. O país tem menos benefícios potenciais com a implementação de Schengen, pois não tem fronteira terrestre com outro membro da UE; são necessárias viagens aéreas ou cerca de 12 horas de viagem marítima até o membro mais próximo da UE.
Em novembro de 2019, o ministro das Relações Exteriores do Chipre, Nikos Christodoulides, revelou que o Chipre iniciou formalmente o processo de adesão ao Espaço Schengen, em setembro. Em 2023, o Chipre entrou para o Sistema de Informação de Schengen (SIS). Isso significa que o país ainda não faz parte totalmente do Espaço Schengen, mas que está muito próximo disso (sendo a implementação do SIS um dos últimos passos) e que irá cooperar em questões de crime, imigração e outras relacionadas à segurança dentro do Espaço Schengen.

#### Bulgária e Romênia
Embora a Bulgária e a Romênia, que aderiram à UE em 1º de janeiro de 2007, também sejam legalmente obrigadas a aderir ao Espaço Schengen, a implementação foi adiada. Em 15 de outubro de 2010, a Bulgária e a Romênia aderiram ao SIS II para cooperação em matéria de aplicação da lei. Em 9 de junho de 2011, o Conselho de Ministros concluiu que o processo de avaliação havia sido concluído com êxito e que os dois países cumpriam todos os critérios técnicos de adesão. As candidaturas da Bulgária e da Romênia para aderir ao Espaço Schengen foram aprovadas pelo Parlamento Europeu em junho de 2011, mas rejeitadas pelo Conselho de Ministros em setembro de 2011, com os governos holandês e finlandês citando preocupações sobre deficiências nas medidas anticorrupção e na luta contra o crime organizado. Embora o plano original fosse que o Espaço Schengen abrisse suas fronteiras aéreas e marítimas com a Bulgária e a Romênia até março de 2012, e suas fronteiras terrestres até julho de 2012, a oposição contínua da Alemanha, Finlândia e Holanda atrasou a entrada dos dois países no Espaço Schengen.
Em 4 de outubro de 2017, o Parlamento Europeu votou a favor do acesso da Bulgária e da Romênia ao Sistema de Informação Schengen, ao qual obtiveram acesso total em 1º de agosto de 2018. Além disso, "a decisão política final sobre se os dois países podem se tornar parte do Espaço Schengen e interromper os controles sistemáticos de fronteira com os países vizinhos da UE deve ser tomada por unanimidade por todas as partes do Conselho Europeu". Em 11 de dezembro de 2018, o Parlamento Europeu votou a favor da resolução para a aceitação dos dois países, exigindo que o Conselho da União Europeia "aja rapidamente" em relação ao assunto. Em 3 de março de 2022, o eurodeputado romeno Eugen Tomac solicitou oficialmente uma resposta por meio de uma pergunta parlamentar sobre "quais obstáculos permanecem no caminho da adesão da Romênia ao espaço Schengen 15 anos após a adesão à UE", já que o cumprimento dos critérios de adesão foi reconhecido em 9 de junho de 2011.
Uma segunda tentativa de adesão da Romênia a Schengen deveria ser estabelecida no Conselho (Justiça e Assuntos Internos) de 8 a 9 de dezembro de 2022, com a CE anunciando os tópicos na agenda da reunião, que falhou após a oposição da Áustria, já que as autoridades consideraram a Bulgária e a Romênia como uma rota de trânsito para a maioria dos imigrantes no país. A Romênia contesta essa avaliação, e tentou, sem sucesso, convencer o governo austríaco a votar a favor da adesão da Romênia a Schengen. Apesar de ter declarado apoio à Romênia, os Países Baixos também votaram contra devido à sua oposição à adesão da Bulgária.
Na Romênia, o veto austríaco causou grande indignação. Como resultado, as relações entre os dois Estados foram reduzidas após a retirada de Viena do embaixador da Romênia. Um boicote contra a Áustria por empresas, empresários, museus e universidades romenos também começou, e inscrições antiaustríacas também apareceram em filiais de bancos austríacos na Romênia.
De acordo com o EURACTIV, as instituições europeias estão se preparando para admitir a Bulgária e a Romênia no Espaço Schengen em 2023, com viagens aéreas sem controle de fronteiras previstas para outubro de 2023, seguidas pela abolição dos controles nas fronteiras terrestres até 1º de janeiro de 2024. Em uma resolução, na qual os membros do Parlamento Europeu pedem ao Conselho que aprove a adesão da Romênia e da Bulgária ao espaço de livre viagem de Schengen até o final de 2023, adotada em 12 de julho com 526 votos a favor, 57 votos contra e 42 abstenções, o Parlamento enfatiza que "ambos os países já cumpriram os requisitos necessários para serem admitidos em Schengen".

#### Gibraltar

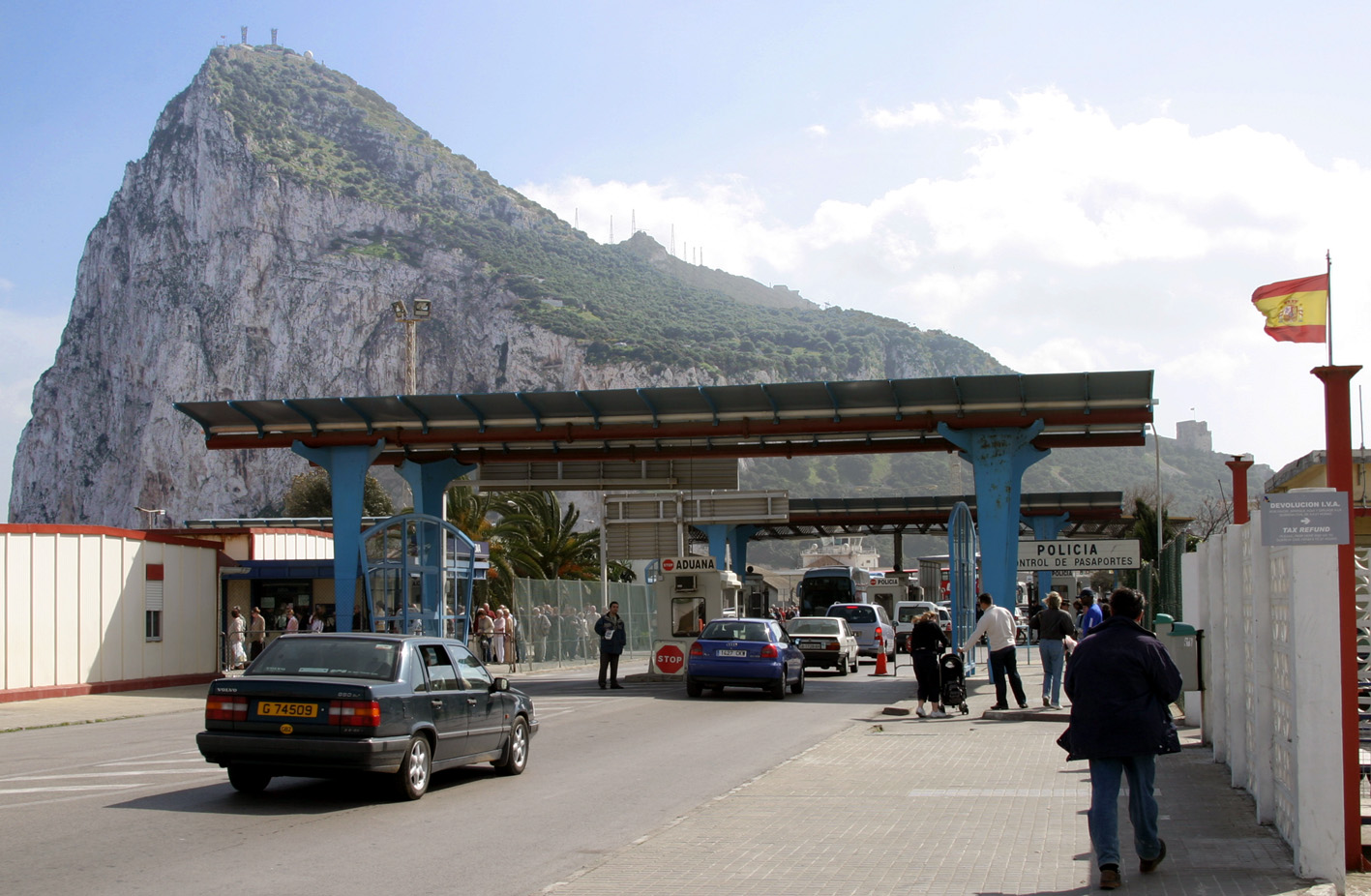
A fronteira entre Gibraltar e a Espanha em 2004, com o Rochedo de Gibraltar ao fundo

Como resultado do Brexit, Gibraltar deixou de fazer parte da União Europeia em 31 de janeiro de 2020, embora, para a maioria dos fins, tenha sido tratado como parte dela durante a fase de transição até 31 de dezembro de 2020. Como o Reino Unido, não fazia parte do Espaço Schengen, mas, diferentemente do Reino Unido, Gibraltar também estava fora da união alfandegária da UE. Devido a uma declaração apresentada pelo Reino Unido à CEE em 1982 ("British Nationality Act 1981"), tendo em vista a entrada em vigor da Lei de Nacionalidade Britânica de 1981, os gibraltinos foram considerados cidadãos britânicos para os fins da legislação comunitária e, como tal, desfrutaram de plena liberdade de circulação no Espaço Econômico Europeu e na Suíça.
Em 31 de dezembro de 2020, os governos da Espanha e do Reino Unido (assessorados pelo governo de Gibraltar) chegaram a um acordo de princípio sobre uma estrutura para um tratado entre o Reino Unido e a União Europeia sobre aspectos do futuro relacionamento de Gibraltar com a União Europeia. Tanto a Espanha quanto o chefe da missão do Reino Unido na União Europeia indicaram posteriormente à Comissão Europeia seu desejo de que tal acordo fosse negociado e que a UE deveria buscar um mandato para esse fim.
O ministro-chefe de Gibraltar, Fabian Picardo, declarou que prevê que o acordo, que será aplicado por um período inicial de quatro anos, tornará o porto e o aeroporto de Gibraltar os pontos de entrada no Espaço Schengen. Esses pontos serão gerenciados por uma operação da Frontex. A Espanha, como estado membro vizinho de Schengen, será responsável, no que diz respeito à União Europeia, pela implementação do acervo de Schengen. Prevê-se que os residentes de Gibraltar, independentemente de sua nacionalidade, desfrutem de mobilidade máxima e irrestrita para o Espaço Schengen. Os cidadãos do Reino Unido que não forem residentes de Gibraltar estarão sujeitos a controles de cidadãos de países terceiros quando entrarem em Gibraltar pelo porto ou aeroporto de Gibraltar. Prevê-se que o controle nacional de país terceiro implicará em dois controles, um pela Agência de Fronteiras e Guarda Costeira de Gibraltar, que dará entrada em Gibraltar, e outro pela Frontex, que dará entrada no Espaço Schengen. Picardo comparou esse arranjo aos controles justapostos nas estações da Eurostar, embora tenha admitido que a situação é um pouco diferente.
Em 31 de dezembro de 2020, a ministra das Relações Exteriores da Espanha, Arancha González Laya, disse que previa que levaria cerca de seis meses para negociar e concluir um tratado, mas que, nesse meio tempo, a Espanha trabalharia para garantir que a mobilidade na fronteira fosse "tão fluida quanto possível".
Além da mobilidade irrestrita de pessoas, as negociações também buscarão abordar a mobilidade maximizada e irrestrita de mercadorias entre Gibraltar e a União Europeia e considerar questões relacionadas ao meio ambiente, condições equitativas, coordenação da seguridade social, direitos dos cidadãos, dados e questões relacionadas ao reconhecimento contínuo de documentos.
Em 6 de outubro de 2021, a UE concordou em abrir negociações formais com o Reino Unido, antecipando um acordo sobre Gibraltar, e as negociações começaram logo depois. Elas estavam em andamento em fevereiro de 2022, com a esperança de que terminassem durante a primavera de 2022. Em dezembro do mesmo ano, as negociações continuavam, mas pareciam estar em um impasse sobre o policiamento do controle de passaportes no aeroporto de Gibraltar.

#### Tabela de síntese
| Estado/ território     | Área (km2) | População (2021) | Entrada na UE        | Data de decisão prevista para o Estado ingressante | Obstáculos |
| ---------------------- | ---------- | ---------------- | -------------------- | -------------------------------------------------- | --- |
| Bulgária               | 110 994    | 6.885.868        | 1 de janeiro de 2007 | Outubro de 2023                                    | Não houve consenso no Conselho (Justiça e Assuntos Internos) de que o país deveria ingressar no Espaço Schengen, apesar de cumprir os critérios formais de adesão, devido aos relatórios do Mecanismo de Cooperação e Verificação "mostrarem inadequações no cumprimento dos padrões da UE para o combate ao crime organizado e à corrupção". Em 8 de dezembro de 2022, o conselho votou unanimemente a favor da adesão da Croácia, mas a Áustria e a Holanda votaram contra a adesão da Romênia e da Bulgária devido ao influxo de migrantes ilegais e ao fato de a Bulgária estar unida à Romênia no processo de adesão.             |
| Chipre                 | 9 251      | 1.244.188        | 1 de maio de 2004    | Nenhuma data prevista                              | Linha de cessar-fogo causado pelo conflito no Chipre. |
| Gibraltar(Reino Unido) | 6.8        | 32.669           | não disponível       | Nenhuma data prevista                              | A UE e o Reino Unido negociarão um tratado ou outro acordo para aplicação em Gibraltar, com base no acordo alcançado entre o Reino Unido e a Espanha em 31 de dezembro de 2020. Gibraltar não é um Estado soberano, portanto, no direito internacional, o Reino Unido age em nome de Gibraltar. |
| Roménia                | 238 391    | 19.328.560       | 1 de janeiro de 2007 | Outubro de 2023                                    | Em junho de 2021, o Conselho (Justiça e Assuntos Internos) chegou a um consenso de que o país deveria entrar no Espaço Schengen, apesar de cumprir os critérios formais de adesão. Em junho de 2021, o Primeiro-ministro da Romênia Florin Cîțu identificou uma "discussão sobre o relatório do Mecanismo de Cooperação e Verificação" como um obstáculo. Em 8 de dezembro de 2022, o conselho votou unanimemente a favor da adesão da Croácia, mas a Áustria e a Holanda votaram contra a adesão da Romênia e da Bulgária devido ao influxo de migrantes ilegais e ao fato de a Bulgária estar unida à Romênia no processo de adesão. |

### Territórios dos Estados Schengen fora do Espaço
Há territórios de estados-membros de Schengen que estão isentos do Acordo de Schengen. As únicas áreas dos estados-membros de Schengen localizadas na Europa, mas excluídas, são as Ilhas Faroe e Svalbard.

#### Territórios franceses
Os departamentos franceses ultramarinos da Guiana Francesa, Guadalupe, Martinica, Mayotte e Reunião, e a coletividade ultramarina de Saint Martinho fazem parte da União Europeia, mas não fazem parte do Espaço Schengen; portanto, não é possível viajar para lá com um visto Schengen francês. As disposições de liberdade de movimento da UE se aplicam, mas cada território opera seu próprio regime de visto para cidadãos não pertencentes ao Espaço Econômico Europeu (EEE) e não suíços. Embora um visto válido para um desses territórios seja válido para todos, as listas de isenção de visto diferem. Um visto Schengen, mesmo um emitido pela França, não é válido para esses territórios. Um visto para Sint Maarten (que é válido para viajar para o lado holandês da ilha de Saint Martin) também é válido para o lado francês. A França ainda possui vários territórios que não fazem parte da União Europeia nem do Espaço Schengen. São eles: Polinésia Francesa, Terras Austrais e Antárticas Francesas, Nova Caledônia, São Bartolomeu, São Pedro e Miquelon, e Wallis e Futuna.

#### Territórios holandeses
Somente o território europeu da Holanda faz parte do Espaço Schengen. Seis territórios holandeses no Caribe estão fora do Espaço. Três desses territórios — Bonaire, Sint Eustatius e Saba — são municípios especiais dentro da própria Holanda. Os outros três, Aruba, Curaçao e Sint Maarten, são países autônomos dentro do Reino dos Países Baixos. Todas as ilhas mantêm seu status de países e territórios ultramarinos e, portanto, não fazem parte da União Europeia. Os seis territórios têm um sistema de vistos separado da parte europeia da Holanda e as pessoas que viajam entre essas ilhas e o Espaço Schengen são submetidas a verificações completas na fronteira, com a exigência de passaporte mesmo para cidadãos da UE/Schengen, inclusive holandeses (carteiras de identidade nacionais não são aceitas).

#### Territórios noruegueses
Svalbard faz parte da Noruega e tem um status especial de acordo com a lei internacional. Não faz parte do Espaço Schengen. Não existe um regime de vistos para Svalbard, seja para entrada, residência ou trabalho, mas é difícil visitar Svalbard sem viajar pelo Espaço Schengen,embora existam voos fretados da Rússia. Desde 2011, o governo norueguês impôs controles sistemáticos na fronteira para indivíduos que desejam entrar e sair de Svalbard, exigindo um passaporte ou carteira de identidade nacional para cidadãos não noruegueses. Como resultado, a fronteira entre Svalbard e o resto da Noruega é, em grande parte, tratada como qualquer outra fronteira externa de Schengen. Um visto de Schengen deve ser de múltiplas entradas para permitir o retorno à Noruega. Não há sistema de assistência social ou asilo para imigrantes em Svalbard, e as pessoas incapazes de se sustentar podem ser mandadas embora.

#### Territórios dinamarqueses
Os territórios dinamarqueses das Ilhas Faroe e da Groenlândia não fazem parte da União Europeia nem do Espaço Schengen, e os vistos para a Dinamarca não são automaticamente válidos nesses territórios. No entanto, esses dois territórios não possuem controles de fronteira nas chegadas do Espaço Schengen, e as transportadoras aéreas ou marítimas são responsáveis por realizar verificações de documentos antes do embarque, como é comum em viagens dentro do Espaço Schengen. Os cidadãos dos países da UE/EFTA podem viajar para as Ilhas Faroe usando um passaporte ou carteira de identidade nacional e para a Groenlândia usando apenas um passaporte, enquanto os cidadãos da Dinamarca, Finlândia, Islândia, Noruega ou Suécia podem usar qualquer identificação aceitável (como carteiras de motorista ou carteiras de identidade de banco; embora isso seja desaconselhado, pois as aeronaves podem ser desviadas para a Escócia em caso de mau tempo).

### Estados membros da UE e antigos estados membros da UE comopt-outs
Quando os Estados da União Europeia estavam negociando a inclusão do Acordo de Schengen na UE pelo Tratado de Amsterdã, a Irlanda e o Reino Unido eram os únicos Estados-membros que não haviam assinado o Acordo. O Reino Unido não queria aderir e a Irlanda desejava manter sua Zona Comum de Viagens com o Reino Unido e as ilhas associadas, um acordo que seria incompatível com a adesão a Schengen enquanto o Reino Unido permanecesse fora. Como resultado, ambos negociaram uma cláusula de derrogações (opt-out)  da parte do tratado que incorporaria as regras de Schengen (ou acervo, acquis em inglês) à legislação da UE quando entrasse em vigor em 1º de maio de 1999. De acordo com o protocolo relevante, ambos podem solicitar a participação em aspectos do acervo de Schengen, mas isso está sujeito à aprovação dos Estados de Schengen.
Em 31 de janeiro de 2020, o Reino Unido se retirou da União Europeia e o protocolo deixou de se aplicar a ele. A Irlanda continuará operando a Zona Comum de Viagens e não se juntará ao Espaço Schengen em um futuro próximo, pois deseja manter aberta sua fronteira terrestre com o Reino Unido.
Em 1999, o Reino Unido solicitou formalmente a participação em certas disposições do acervo de Schengen — Título III relativo à Segurança Policial e Cooperação Judicial, e essa solicitação foi aprovada pelo Conselho da União Europeia em 29 de maio de 2000. A participação formal do Reino Unido nas áreas de cooperação previamente aprovadas foi efetivada por uma decisão do Conselho de 2004 que entrou em vigor em 1º de janeiro de 2005. Embora o Reino Unido não fizesse parte da área livre de passaportes de Schengen, ele ainda usava o Sistema de Informações de Schengen, um banco de dados governamental usado pelos países europeus para armazenar e divulgar informações sobre indivíduos e propriedades. Isso permitiu que o Reino Unido trocasse informações com os países que fazem parte do Acordo de Schengen, muitas vezes para fins de ligação sobre a aplicação da lei. Em 2020, o Reino Unido declarou sua intenção de se retirar desses acordos no final de seu período de transição, e o fez em 31 de dezembro de 2020.
Em contrapartida, embora a Irlanda tenha apresentado inicialmente uma solicitação para participar do acervo de Schengen em 2002, que foi aprovada pelo Conselho da União Europeia, essa decisão levou quase dezoito anos para entrar em vigor. Em fevereiro de 2010, o Ministro da Justiça da Irlanda, em resposta a uma pergunta parlamentar, disse que: "As medidas que permitirão que a Irlanda cumpra seus requisitos de Schengen estão em andamento". A Irlanda aderiu ao aspecto de aplicação da lei do SIS II em 1º de janeiro de 2021, com planos de ter "capacidade operacional total" dois meses depois.

### Status dos microestados europeus

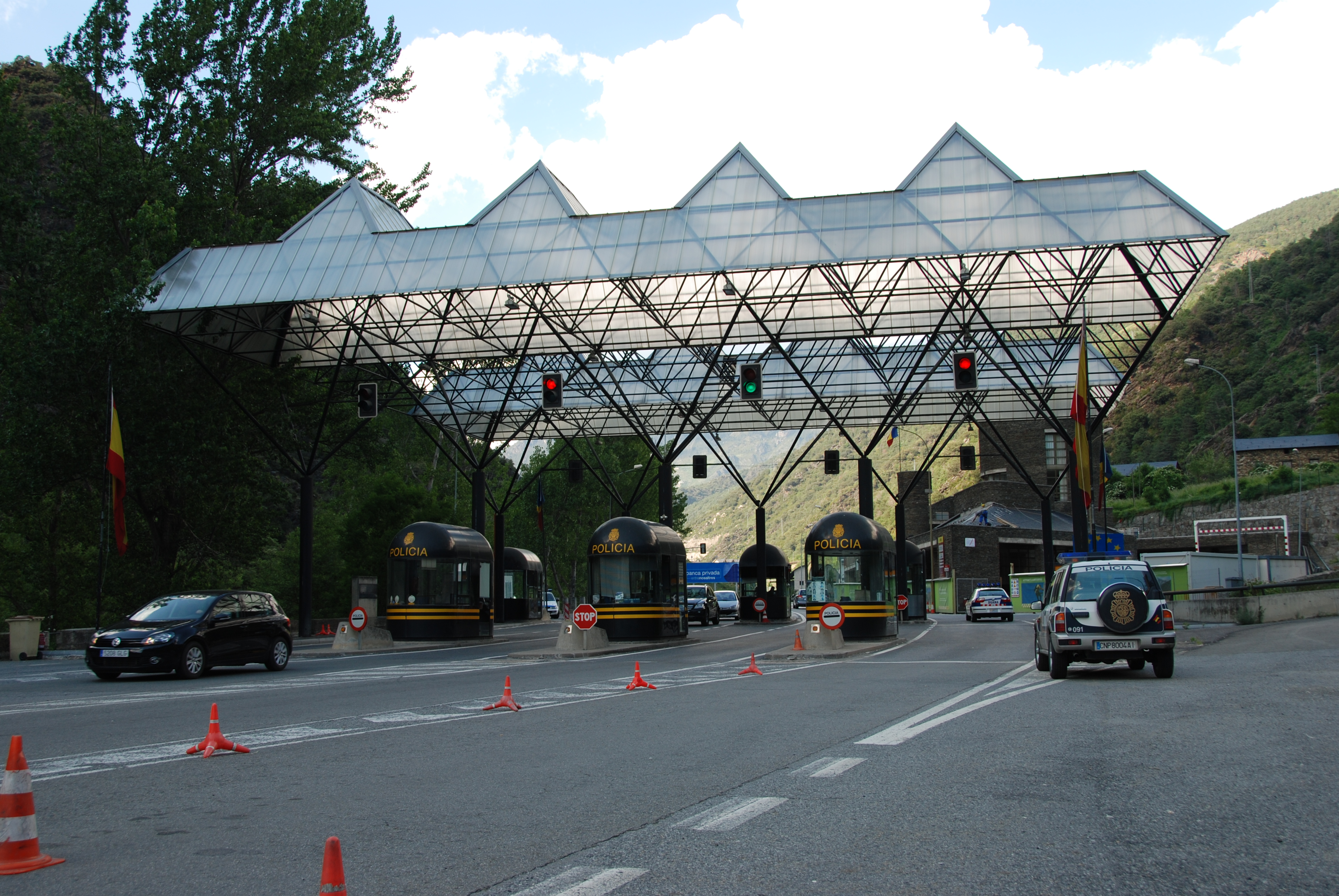
O posto de controle de fronteira em La Farga de Moles, na fronteira entre Andorra e Espanha

Três microestados europeus — Mônaco, San Marino e Vaticano — não fazem oficialmente parte de Schengen, mas são considerados de facto dentro do Espaço Schengen, pois têm fronteiras abertas e não têm controles de fronteira com os países Schengen que os cercam. Algumas leis nacionais têm o texto "países contra os quais o controle de fronteiras não é realizado com base no Acordo de Schengen e no Regulamento 562/2006 da UE", o que inclui os microestados e outras áreas fora da UE com fronteiras abertas. Os três microestados não podem emitir vistos Schengen e, com exceção de Mônaco, não fazem formalmente parte do Espaço Schengen.
Em 2015, Andorra, Mônaco e San Marino estavam negociando um Acordo de Associação com a UE.
- Andorra não tem saída para o mar e não tem aeroporto ou porto marítimo, mas há vários heliportos. Os visitantes do país só podem ter acesso por estrada ou helicóptero por meio dos membros do Acordo de Schengen França ou Espanha. Andorra mantém controles de fronteira com a França e a Espanha. Também há controles de fronteira na direção oposta, mas eles são mais focados no controle alfandegário (Andorra tem impostos consideravelmente mais baixos do que seus vizinhos, com, por exemplo, uma taxa padrão de IVA de apenas 4,5%). Andorra não exige visto. Os cidadãos dos países da UE precisam de uma carteira de identidade nacional ou passaporte para entrar em Andorra, enquanto qualquer outra pessoa precisa de um passaporte ou equivalente. Os vistos Schengen são aceitos,[133] mas os viajantes que precisam de um visto para entrar no Espaço Schengen precisam de um visto de entradas múltiplas para visitar Andorra, pois entrar no país significa sair do Espaço Schengen,[134] e entrar novamente na França ou na Espanha é considerado uma nova entrada no Espaço Schengen. Os cidadãos andorranos não recebem um carimbo no passaporte quando entram e saem do Espaço Schengen.[135] O embaixador de Andorra na Espanha, Jaume Gaytán, disse que espera que o acordo inclua disposições para tornar os estados membros associados do Acordo de Schengen.[136]

- Liechtenstein não tem saída para o mar e não tem aeroporto internacional. É membro do Espaço Schengen desde 2011. Não há controle de fronteira no heliporto de Balzers, pois os voos de e para Balzers devem ser de ou para o Espaço Schengen. Liechtenstein não emite vistos e, como tal, recomenda que os visitantes solicitem um visto em outro país do Espaço Schengen, por exemplo, a Suíça.[137]

- Mônaco tem uma fronteira aberta com a França. As leis de Schengen são administradas como se fosse parte da UE, como resultado de acordos bilaterais com a França, e os vistos de Schengen são aceitos. As autoridades francesas e monegascas realizam verificações no porto marítimo e no heliporto de Mônaco.

- San Marino tem uma fronteira aberta com a Itália, embora alguns controles aleatórios sejam feitos pela Guardia di Finanza da Itália e pela Guardia di Rocca de San Marino.

- O Vaticano tem uma fronteira aberta com a Itália. No entanto, não há união alfandegária entre a Itália e o Vaticano, portanto, os veículos podem estar sujeitos a controles na fronteira. Controles típicos de fronteira não seriam viáveis no Vaticano, devido ao seu pequeno tamanho e à sua posição única, como um enclave dentro de Roma. Em 2006, o microestado demonstrou interesse em aderir ao acordo de Schengen para uma cooperação mais próxima no compartilhamento de informações e atividades semelhantes cobertas pelo Sistema de Informações Schengen.[138]

## Economia
Para quaisquer dois países no Espaço Schengen, o comércio total entre eles aumenta em aproximadamente 0,1% ao ano. A mesma quantidade de aumento no comércio é obtida novamente para cada 1% de aumento anual na imigração entre os países. Em média, em cada fronteira, a remoção dos controles é equivalente à remoção de uma tarifa de 0,7%, e a economia de custos em uma rota comercial aumenta com o número de fronteiras internas cruzadas. Os países fora do Espaço Schengen também se beneficiam.
Cerca de 1,7 milhão de pessoas se deslocam diariamente para o trabalho cruzando uma fronteira europeia e, em algumas regiões, essas pessoas constituem até um terço da força de trabalho. Por exemplo, 2,1% dos trabalhadores da Hungria trabalham em outro país, principalmente na Áustria e na Eslováquia. A cada ano, há um total de 1,3 bilhão de travessias das fronteiras Schengen. 57 milhões de travessias se devem ao transporte rodoviário de mercadorias, com um valor de 2,8 trilhões de euros por ano. O comércio de mercadorias é afetado mais fortemente do que o comércio de serviços, e a redução no custo do comércio varia de 0,42% a 1,59%, dependendo da geografia, dos parceiros comerciais e de outros fatores.

## Regulamentação das fronteiras internas

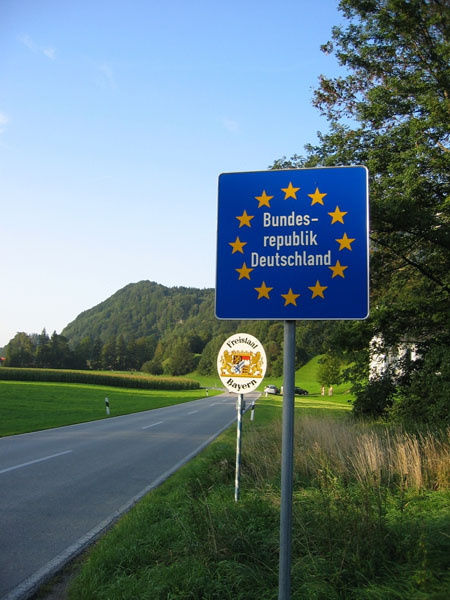
Uma típica passagem de fronteira interna Schengen não tem posto de controle de fronteira e apenas uma placa comum do estado da UE exibindo o nome do país que está entrando, como aqui entre a Alemanha e a Áustria. A placa azul maior anuncia a entrada na República Federal da Alemanha em alemão, e a placa branca menor anuncia a entrada no estado alemão da Bavária.

Antes da implementação do Acordo de Schengen, a maioria das fronteiras da Europa era patrulhada e havia uma vasta rede de postos de fronteira em todo o continente para verificar a identidade e os direitos das pessoas que desejavam viajar de um país para outro.
Desde a implementação das regras de Schengen, os postos de fronteira foram fechados (e muitas vezes totalmente removidos) entre os países participantes.
O Código de Fronteiras de Schengen exige que os Estados participantes removam todos os obstáculos ao livre fluxo de tráfego nas fronteiras internas. Assim, os passageiros rodoviários, ferroviários e aéreos não têm mais sua identidade verificada pelos guardas de fronteira quando viajam entre os países de Schengen, embora os controles de segurança pelas transportadoras ainda sejam permitidos. De acordo com as diretrizes da UE, todos os cidadãos da UE são aconselhados a trazer um passaporte e/ou carteira de identidade nacional, pois pode ser necessário.
Os carimbos de passaporte nunca são emitidos quando se viaja entre os Estados-membros de Schengen, mesmo quando os controles de fronteira entre os estados membros de Schengen são temporariamente reintroduzidos.

### Verificações internas
Embora os cidadãos da UE e da EFTA que viajam dentro do Espaço Schengen não sejam obrigados a mostrar passaportes, carteiras de identidade nacionais ou outros documentos de identidade em uma fronteira interna, as leis da maioria dos países ainda exigem que eles portem documentos de identidade nacionais e os apresentem a uma pessoa autorizada quando solicitados. Regras diferentes se aplicam a outros cidadãos. É obrigação de todos que viajam dentro do espaço poder mostrar uma forma totalmente válida de identificação pessoal aceita por outros Estados Schengen, normalmente uma emitida pelo Estado.
De acordo com as regras de Schengen, os hotéis e outros tipos de acomodações comerciais devem registrar todos os cidadãos estrangeiros, inclusive cidadãos de outros estados de Schengen, exigindo o preenchimento de um formulário de registro de próprio punho. Isso não se aplica a cônjuges e filhos menores acompanhantes ou membros de grupos de viagem. Além disso, um documento de identificação válido deve ser apresentado ao gerente ou à equipe do hotel. As regras de Schengen não exigem nenhum outro procedimento; portanto, os Estados Schengen são livres para regulamentar outros detalhes sobre o conteúdo dos formulários de registro e os documentos de identidade que devem ser apresentados, e também podem exigir que as pessoas isentas de registro pelas leis de Schengen sejam registradas. A aplicação dessas regras varia de acordo com o país.
O regulamento de Schengen sobre a travessia de fronteiras internas descreve as verificações de estrangeiros feitas pela polícia em locais adequados dentro de cada país.

### Controles internos
A União Europeia constitui uma união alfandegária e uma área de Imposto sobre o Valor Acrescentado (VAT). Entretanto, nem todos os estados de Schengen ou todo o território dos Estados de Schengen fazem parte da união alfandegária ou da área de VAT. Portanto, alguns países realizam legalmente controles alfandegários direcionados a mercadorias ilegais, como drogas.
Os controles de segurança podem ser legalmente realizados em portos e aeroportos. Também podem ser realizados controles policiais se eles:
- não tiverem como objetivo o controle de fronteiras;
- forem baseados em informações e experiências gerais da polícia com relação a possíveis ameaças à segurança pública e visarem, em particular, combater o crime transfronteiriço;
- forem concebidas e executadas de maneira claramente distinta dos controles sistemáticos de pessoas nas fronteiras externas;
- forem realizados com base em verificações pontuais.

### Viagem aérea

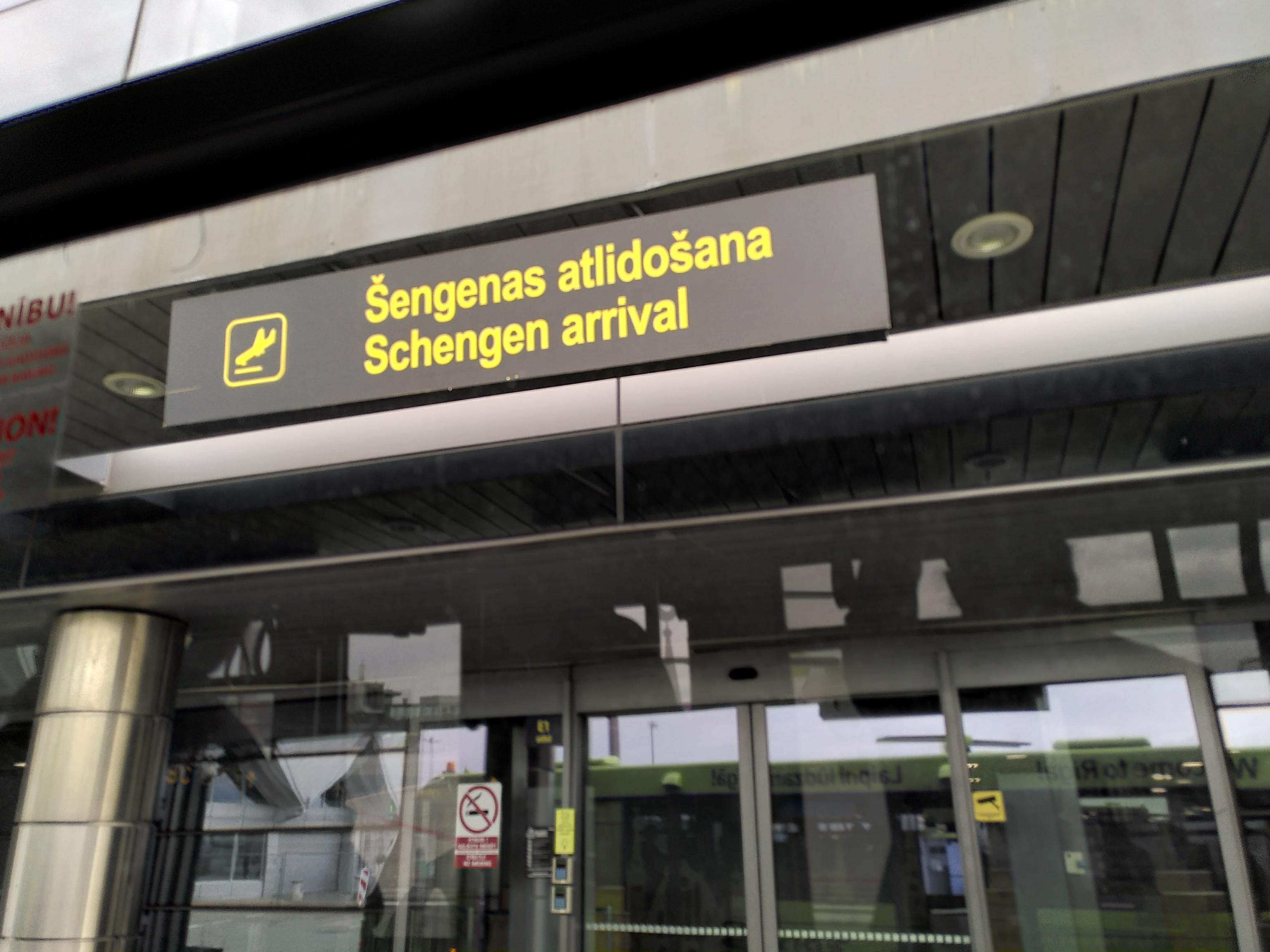
Portão de chegada Schengen no Aeroporto de Rīga (RIX)

Para voos dentro do Espaço Schengen (entre os Estados membros de Schengen ou dentro do mesmo Estado membro de Schengen), as agências de aplicação da lei, as autoridades aeroportuárias e as transportadoras aéreas só estão autorizadas a realizar verificações de segurança dos passageiros e não podem realizar verificações de fronteira. Essas verificações de segurança podem ser conduzidas por meio da verificação do passaporte ou da carteira de identidade nacional do passageiro: essa prática deve ser usada apenas para verificar a identidade do passageiro (por motivos de segurança comercial ou de transporte) e não sua situação imigratória. Por esse motivo, os órgãos de aplicação da lei, as autoridades aeroportuárias e as transportadoras aéreas não podem exigir que os passageiros aéreos que voam dentro do Espaço Schengen e que são nacionais de países terceiros comprovem a legalidade de sua estadia apresentando um visto ou uma autorização de residência válidos. Além disso, de acordo com as diretrizes da Comissão Europeia, as verificações de identidade dos passageiros aéreos que voam dentro do Espaço Schengen devem ocorrer somente no check-in, na entrada da zona segura do aeroporto ou no portão de embarque: os passageiros não devem ser obrigados a se submeter a uma verificação de sua identidade em mais de uma ocasião antes de seu voo dentro do Espaço Schengen. No entanto, as verificações de identidade funcionam como controles práticos de fronteira e são um problema para imigrantes ilegais que chegam à Grécia (que atualmente não tem fronteira terrestre com outro país Schengen) e querem ir para outro país Schengen. As exigências quanto ao documento de identidade a ser apresentado variam de acordo com o país e a companhia aérea. Normalmente, é necessário um passaporte ou carteira de identidade nacional da UE.
Os viajantes que embarcam em voos entre países do Espaço Schengen, mas que são originários de um terceiro país fora do espaço, devem passar pelos controles de fronteira de entrada do Espaço Schengen ao chegarem no Espaço Schengen. Isso se deve ao fato de que a rota se origina fora do Espaço Schengen e as autoridades no destino final não teriam como diferenciar entre os passageiros que embarcaram na origem e aqueles que entraram no meio do caminho. Além disso, os viajantes são obrigados a passar pelos controles de fronteira de saída do Espaço Schengen no momento da partida.

### Controles temporários de fronteira

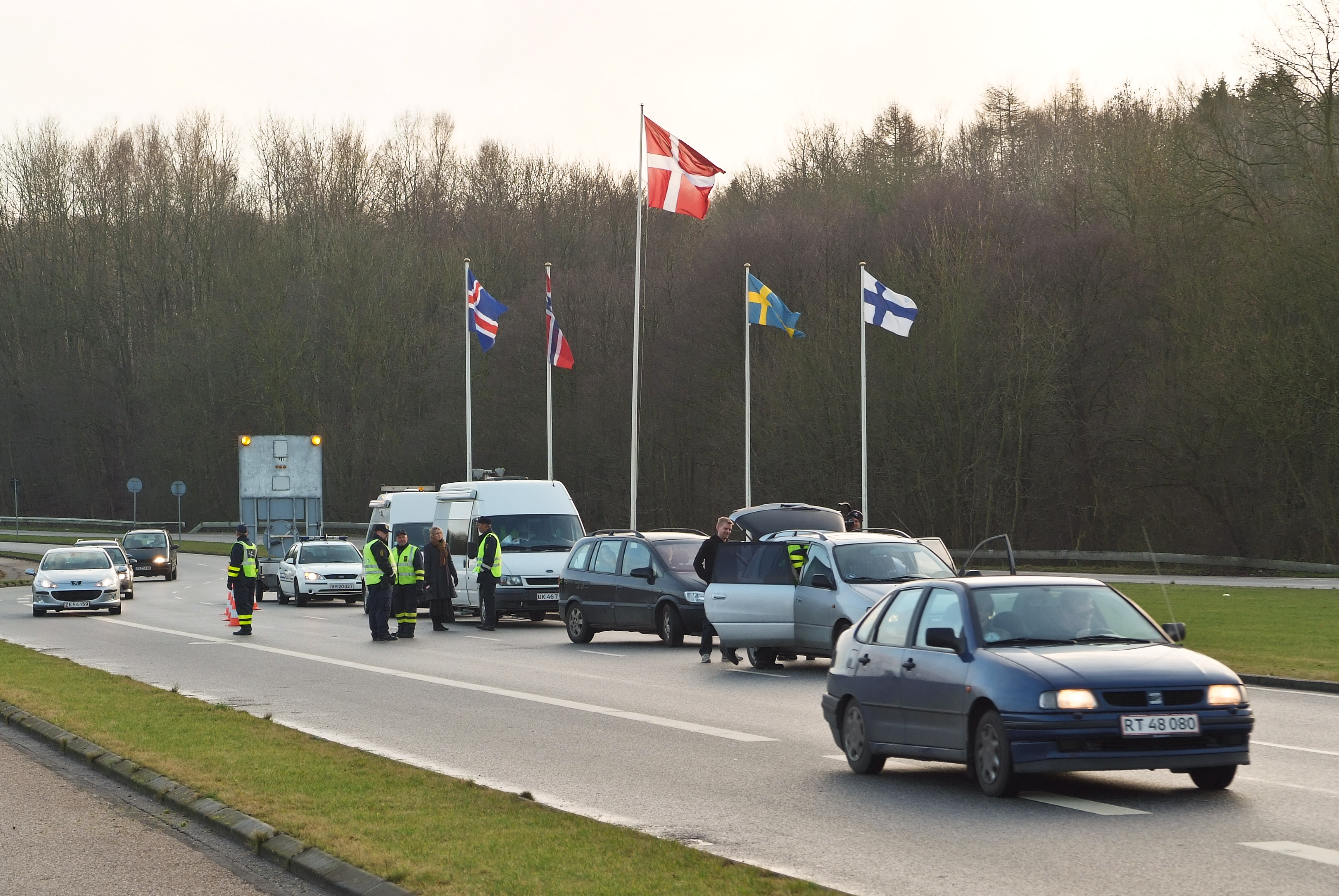
Controles temporários de fronteira realizados pela polícia dinamarquesa em Kruså, na fronteira interna com a Alemanha.

Um Estado membro de Schengen tem permissão para restabelecer os controles de fronteira com outro Estado membro de Schengen por um curto período quando houver uma séria ameaça à "política pública ou segurança interna" desse estado ou quando o "controle de uma fronteira externa não estiver mais assegurado devido a circunstâncias excepcionais". Quando esses riscos surgirem de eventos previsíveis, o estado em questão deverá notificar a Comissão Europeia com antecedência e consultar outros Estados de Schengen.
A introdução de controles temporários nas fronteiras internas é uma prerrogativa dos Estados-membros. Embora a Comissão Europeia possa emitir um parecer sobre a necessidade e a proporcionalidade da introdução de controles temporários nas fronteiras internas, ela não pode vetar ou anular essa decisão se ela for tomada por um Estado-membro.
Em abril de 2010, Malta introduziu verificações temporárias devido à visita do Papa Bento XVI. Ela reimpôs as verificações em 2015 nas semanas próximas à Reunião dos Chefes de Governo da Commonwealth.
A Estônia introduziu controles temporários em setembro de 2014 devido à visita do presidente dos EUA, Barack Obama.
Em resposta à crise migratória europeia em 2015, vários países do Schengen estabeleceram controles de fronteira.
Em novembro de 2017, a Alemanha introduziu verificações temporárias nos voos que chegavam da Grécia.
Entre novembro de 2017 e fevereiro de 2018, dos 280.000 passageiros de voos da Grécia que foram verificados na chegada à Alemanha, 270 tiveram a entrada negada na Alemanha. Em 12 de maio de 2018, a Alemanha encerrou as verificações temporárias nos voos que chegavam da Grécia.

Em 2019, a Dinamarca estabeleceu controles de fronteira com a Suécia devido a graves ataques de cidadãos suecos. Os controles estavam programados para vigorar por seis meses.

Os países de cor amarela e verde indicam os membros de Schengen. As linhas verdes indicam as fronteiras terrestres internas de Schengen sem controles de fronteira, as linhas amarelas indicam as fronteiras terrestres internas de Schengen com controles de fronteira temporários em andamento e as linhas vermelhas indicam as fronteiras terrestres externas de Schengen com ou sem controles de fronteira completos.

Em resposta à pandemia de COVID-19 em 2020, quase todos os países Schengen estabeleceram controles de fronteira. Vários desses controles impediram a entrada de cidadãos de países da UE/Schengen, permitiram apenas a entrada de cidadãos ou residentes do país e priorizaram o tráfego, como o transporte de alimentos. Em 27 de março de 2020, a Comissão Europeia publicou "Diretrizes relativas ao exercício da livre circulação de trabalhadores durante o surto de COVID-19", declarando que os Estados-membros deveriam permitir aos trabalhadores transfronteiriços "acesso irrestrito" e "garantir uma passagem tranquila" pelas fronteiras internas de Schengen se eles exercerem uma "ocupação crítica" (como profissionais de saúde, profissionais da área da saúde, cientistas de áreas relacionadas à saúde, trabalhadores dos setores de serviços farmacêuticos e médicos/alimentação/transporte/infraestrutura essencial, engenheiros, profissionais de Tecnologia da Informação e Comunicação, bombeiros/policiais/agentes penitenciários/guardas de segurança, pescadores e funcionários públicos). Além disso, qualquer exame de saúde para trabalhadores transfronteiriços deve ser realizado nas mesmas condições que os próprios cidadãos do Estado-membro que exercem as mesmas ocupações.

#### Controles de fronteira interna reimpostos nas décadas de 2010 e 2020
A tabela abaixo lista os controles internos de fronteira em andamento, de acordo com as informações que os estados membros forneceram à Comissão Europeia. Os controles de saúde nas fronteiras não são considerados legalmente como controles de fronteira.
| Estado-membro | Fronteiras internas atualmente em questão                                        | Motivos | Primeiro dia       | Último dia (atualmente planejado) |
| ------------- | -------------------------------------------------------------------------------- | --- | ------------------ | --------------------------------- |
| Áustria       | Fronteiras terrestres com a Hungria e a Eslovênia                                | Crise migratória na Europa, pressão sobre o sistema de recepção de asilo, alta pressão migratória na fronteira externa da UE com a Turquia e os Bálcãs Ocidentais, ameaça de tráfico de armas e redes criminosas devido à guerra na Ucrânia, contrabando de pessoas                | 12 de maio de 2023 | 11 de novembro de 2023            |
| Dinamarca     | Fronteira terrestre e conexões de ferry com a Alemanha                           | Crise migratória na Europa, Ameaça terrorista islâmica, crime organizado, contrabando, invasão da Ucrânia em 2022, migração irregular ao longo da rota do Mediterrâneo Central | 12 de maio de 2023 | 11 de novembro de 2023            |
| França        | Fronteiras internas com a Bélgica, Luxemburgo, Alemanha, Suíça, Itália e Espanha | Terrorismo, crise migratória europeia, invasão da Ucrânia em 2022, aumento do risco de presença de organizações terroristas no território nacional visando à Copa do Mundo de Rúgbi em setembro e outubro de 2023, aumento dos fluxos de entrada irregular nas fronteiras externas | 1 de maio de 2023  | 31 de outubro de 2023             |
| Alemanha      | Fronteira terrestre com a Áustria                                                | Crise migratória europeia, aumento da migração irregular da Turquia através dos Bálcãs Ocidentais, pressão sobre o sistema de recepção de asilo, contrabando de pessoas | 12 de maio de 2023 | 11 de novembro de 2023            |
| Noruega       | Portos com conexões de ferry para o espaço Schengen                              | Invasão da Ucrânia em 2022, ameaça a infraestruturas críticas on-shore e off-shore | 12 de maio de 2023 | 11 de novembro de 2023            |
| Suécia        | Todas as fronteiras internas                                                     | Crise migratória europeia, ameaça terrorista islâmica | 12 de maio de 2023 | 11 de novembro de 2023            |

#### Controles franceses contra migrantes do norte da África
Após a Revolução Tunisiana de 2010-11, o governo da Itália concedeu autorizações de residência de seis meses a cerca de 25.000 migrantes tunisianos. Isso permitiu que os migrantes viajassem livremente no Espaço Schengen. Em resposta, tanto a França quanto a Alemanha ameaçaram impor controles de fronteira, pois não queriam que os refugiados tunisianos entrassem em seu território. Em abril de 2011, por várias horas, a França bloqueou os trens que transportavam os migrantes na fronteira entre a França e a Itália em Ventimiglia.
A pedido da França, em maio de 2011, a Comissária Europeia para Assuntos Internos, Cecilia Malmström, propôs que houvesse mais margem de manobra para o restabelecimento temporário do controle de fronteiras no caso de pressão migratória forte e inesperada ou da incapacidade de um Estado de proteger as fronteiras externas da União Europeia.
Em 25 de julho de 2011, ao apresentar a avaliação final da Comissão Europeia sobre as medidas tomadas pela Itália e pela França, o Comissário para Assuntos Internos afirmou que "do ponto de vista formal, as medidas tomadas pelas autoridades italianas e francesas estavam em conformidade com a legislação da UE. Entretanto, lamento que o espírito das regras de Schengen não tenha sido totalmente respeitado". Malmström também solicitou uma interpretação mais coerente das regras de Schengen e um sistema de avaliação e monitoramento mais forte para o Espaço Schengen.

#### Crise migratória de 2015
Durante a crise migratória de setembro de 2015, a Alemanha anunciou que estava retomando temporariamente os controles de fronteira, de acordo com as disposições sobre controles temporários de fronteira estabelecidas pelo acervo de Schengen. Esses controles de fronteira parecem ser uma tentativa de evitar que a desordem piore a crise. As fronteiras abertas parecem ter impedido a capacidade da Alemanha de atender a um número muito grande de pessoas que buscavam refúgio de uma só vez.
Outros países, incluindo Áustria, Dinamarca, Eslovênia, Hungria, Suécia e Noruega estabeleceram controles de fronteira em resposta à crise.
Em dezembro de 2015, a Suécia aprovou uma lei temporária que permite que o governo obrigue todas as empresas de transporte a verificar se seus passageiros possuem identificação fotográfica válida. A nova lei entrou em vigor em 21 de dezembro de 2015 e era válida até 21 de dezembro de 2018. O governo decidiu que as novas regras seriam aplicadas de 4 de janeiro de 2016 a 4 de julho de 2016. A lei levou à mudança obrigatória de trem e à passagem pelo controle de fronteira no Aeroporto de Copenhague para os viajantes entre Copenhague e a Suécia, e com uma redução na frequência do serviço. A Suécia havia introduzido o controle de fronteira da Dinamarca anteriormente (15 de novembro de 2015), mas isso não conseguiu interromper o fluxo de migrantes, já que eles têm o direito de solicitar asilo uma vez em solo sueco. Primeiro, quando as empresas de transporte tiveram que parar os estrangeiros no lado dinamarquês, os requerentes de asilo foram eficientemente parados. Isso causou uma interrupção considerável no tráfego de trens, pois a estação ferroviária não tinha capacidade para tais verificações. Essas verificações duraram até 4 de maio de 2017, depois que a comissão da UE declarou que tais verificações não eram aceitáveis.
Em 30 de maio de 2018, quando os controles de fronteira da crise migratória ainda estavam ativos em alguns países, o Parlamento Europeu decidiu condenar os controles de fronteira prolongados entre os países membros do Espaço Schengen. Mas isso foi apenas uma declaração, pois o Parlamento não decide sobre isso.

#### Ataques em Paris em 2015
Após os ataques de novembro de 2015 em Paris, a França introduziu controles completos de identidade e nacionalidade em suas fronteiras.

#### Resposta ao coronavírus em 2020

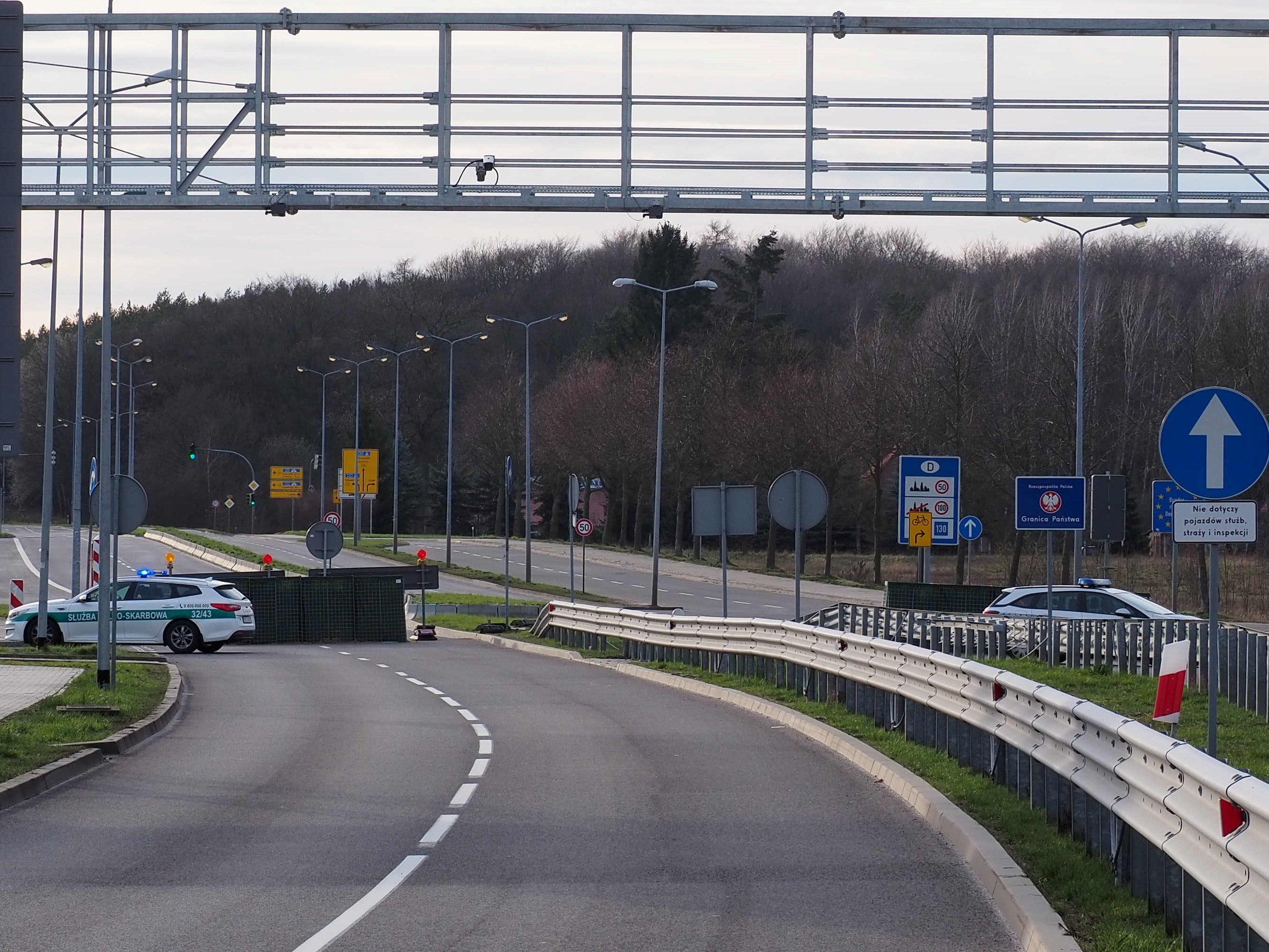
Bloqueios de estradas e veículos policiais na fronteira temporariamente fechada entre Alemanha e Polônia, em Lubieszyn, em 15 de março de 2020, durante a pandemia de COVID-19.

Embora alguns políticos europeus tenham pedido que as fronteiras internas da Europa fossem temporariamente fechadas, a União Europeia decidiu, no final de fevereiro de 2020, recusar a ideia de suspender a área de livre viagem de Schengen e introduzir controles de fronteira com a Itália. O vice-líder da Liga Suíça de Ticino, Lorenzo Quadri, criticou a decisão: "É alarmante que o dogma das fronteiras totalmente abertas seja considerado uma prioridade." O ex-presidente dos Estados Unidos, Donald Trump, disse que a União Europeia "não tomou as mesmas precauções e restringiu as viagens da China e de outros pontos críticos" que os EUA implementaram.
O Primeiro-ministro tcheco Andrej Babiš declarou no início de março que "os países europeus não podem proibir a entrada de cidadãos italianos no Espaço Schengen. A única maneira possível é fazer com que o Primeiro-ministro italiano peça a seus concidadãos que se abstenham de viajar para outros países da União Europeia".
Depois que a Eslováquia, a Dinamarca, a República Tcheca e a Polônia, em meados de março, anunciaram o fechamento total de suas fronteiras nacionais, a Presidente da Comissão Europeia, Ursula von der Leyen, disse que "certos controles podem ser justificados, mas proibições gerais de viagem não são consideradas as mais eficazes pela Organização Mundial da Saúde. Além disso, elas têm um forte impacto social e econômico, pois atrapalham a vida e os negócios das pessoas através das fronteiras." Von der Leyen também pediu desculpas à Itália, em meio ao descontentamento generalizado entre os italianos pela falta de solidariedade demonstrada pela Europa. Até o final de março de 2020, quase todas as fronteiras internas de Schengen haviam sido fechadas para viagens não essenciais. Em julho de 2020, a maioria das fronteiras que foram fechadas devido ao coronavírus foram reabertas.

## Regulamentação das fronteiras externas

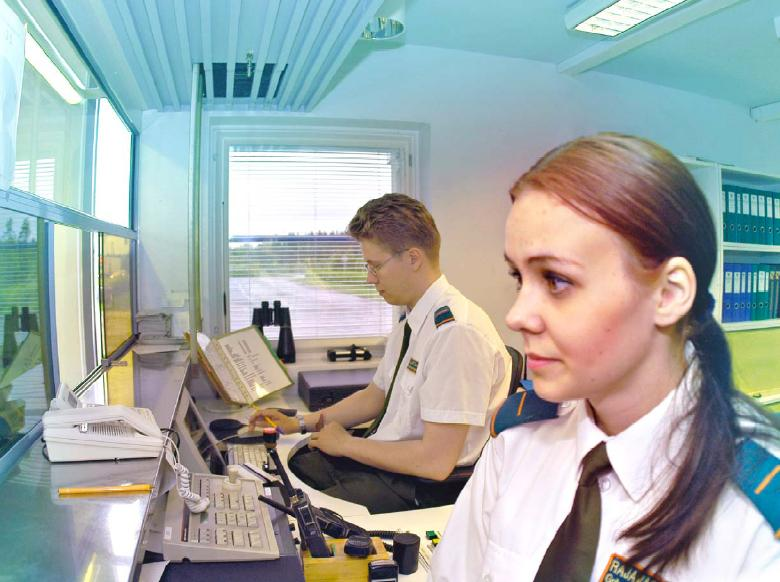
Controle de passaportes em uma fronteira externa Schengen na Finlândia

Os países participantes são obrigados a aplicar controles rigorosos aos viajantes que entram e saem do Espaço Schengen. Esses controles são coordenados pela agência Frontex da União Europeia e estão sujeitos a regras comuns. Os detalhes dos controles de fronteira, da vigilância e das condições sob as quais a permissão para entrar no Espaço Schengen pode ser concedida estão detalhados no Código de Fronteiras Schengen.

### Restrição temporária à entrada de pessoas sem o direito de livre circulação para viagens não essenciais

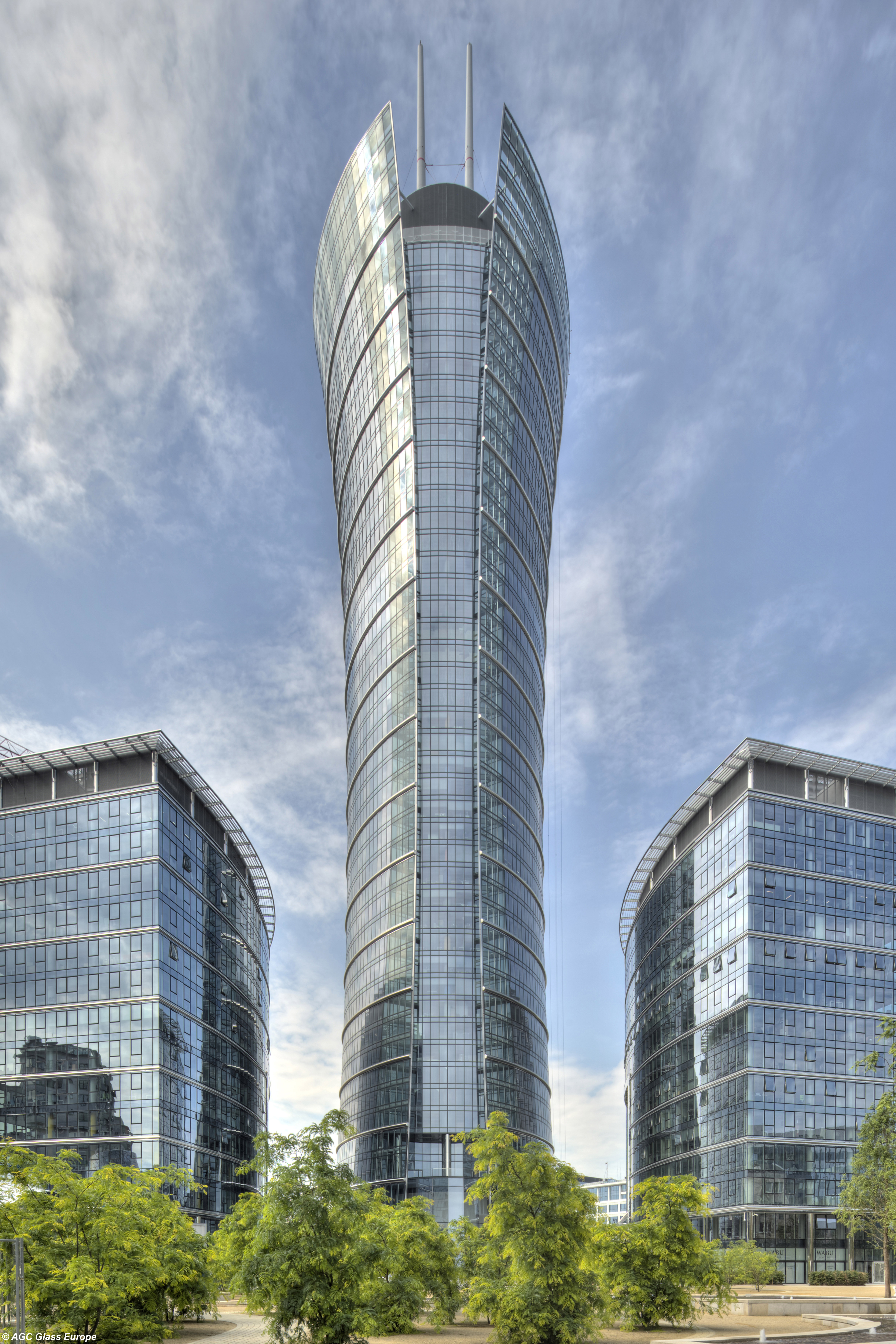
O Warsaw Spire, que abriga a sede da Frontex

Em vista da pandemia de COVID-19, em 16 de março de 2020, a Comissão Europeia emitiu uma recomendação a todos os Estados-membros da UE e do Espaço Schengen para introduzir uma restrição temporária à entrada de nacionais de países terceiros (ou seja, viajantes que não são cidadãos do EEE/Suíça e membros da família com direito à livre circulação) no Espaço Schengen para viagens não essenciais por um período inicial de 30 dias (com a possível prorrogação desse período a ser avaliada com base em novos desenvolvimentos). No entanto, os cidadãos de países terceiros portadores de vistos ou autorizações de residência de longo prazo ou que sejam membros da família de cidadãos do EEE/Suíça estão isentos dessa restrição. Além disso, os cidadãos de países terceiros "com uma função ou necessidade essencial" (como profissionais de saúde, pessoal de transporte, trabalhadores humanitários, militares, trabalhadores agrícolas sazonais), passageiros em trânsito, aqueles que viajam "por razões familiares imperativas" e aqueles "que precisam de proteção internacional ou por outras razões humanitárias" estão isentos dessa restrição. No entanto, a Comissão Europeia reiterou que "controles de saúde coordenados e reforçados" devem ser realizados em todos os viajantes que têm permissão para entrar na UE e no Espaço Schengen.< Todos os Estados-membros da UE (exceto a Irlanda) e do Espaço Schengen estão agora aplicando essa restrição de viagem.
Além disso, em 30 de março de 2020, a Comissão Europeia publicou "Orientações sobre a implementação da restrição temporária de viagens não essenciais para a UE, sobre a facilitação de acordos de trânsito para a repatriação de cidadãos da UE e sobre os efeitos na política de vistos", a fim de fornecer "conselhos e instruções práticas". O guia afirma que os Estados-membros estão autorizados a tomar medidas (como exigir que os não nacionais passem por um período de autoisolamento se chegarem de um território afetado pela COVID-19), desde que os mesmos requisitos sejam impostos aos seus próprios nacionais. As orientações também esclarecem que os cidadãos dos microestados europeus (Andorra, Santa Sé, Mônaco e San Marino) estão isentos da restrição temporária à entrada de nacionais de países terceiros na União Europeia e no Espaço Schengen para viagens não essenciais. Além disso, os cidadãos da Sérvia, Macedônia do Norte, Montenegro e Turquia devem ter permissão para entrar na União Europeia e no Espaço Schengen se ficarem presos no exterior, a fim de facilitar a repatriação para seu país de origem. Os nacionais de países terceiros (não abrangidos por uma das isenções da restrição temporária de entrada por motivos não essenciais) que tentarem entrar no Espaço Schengen terão sua entrada recusada no ponto de passagem da fronteira externa e receberão um formulário de recusa de entrada (com o motivo da recusa marcado como "I" (ou seja, uma ameaça à saúde pública)), bem como um carimbo de passaporte cancelado por uma cruz indelével em tinta preta e a letra "I" no lado direito.
Alguns Estados-membros da UE e de Schengen foram além da recomendação da Comissão Europeia e restringiram a entrada de cidadãos do EEE/Suíça em seus respectivos territórios para viagens não essenciais. Por exemplo, em 4 de abril de 2020, a polícia de fronteira francesa recusou a entrada de um grupo de cidadãos da UE e britânicos que chegaram ao Aeroporto de Marseille-Provence em um jato particular do Reino Unido, com a intenção de ficar em uma vila de férias em Cannes.
Em 8 de abril de 2020, a Comissão Europeia convidou os Estados-membros da União Europeia e de Schengen a estender a restrição de entrada de nacionais de países terceiros para viagens não essenciais por um período adicional de 30 dias, até 15 de maio de 2020. Em 8 de maio de 2020, a Comissão Europeia convidou novamente os Estados-membros a estender a restrição por mais 30 dias, até 15 de junho de 2020. Em 11 de junho de 2020, a Comissão Europeia recomendou aos Estados-membros que prolongassem a restrição de entrada de nacionais de países terceiros para viagens não essenciais até 30 de junho de 2020.

### Controles de fronteira

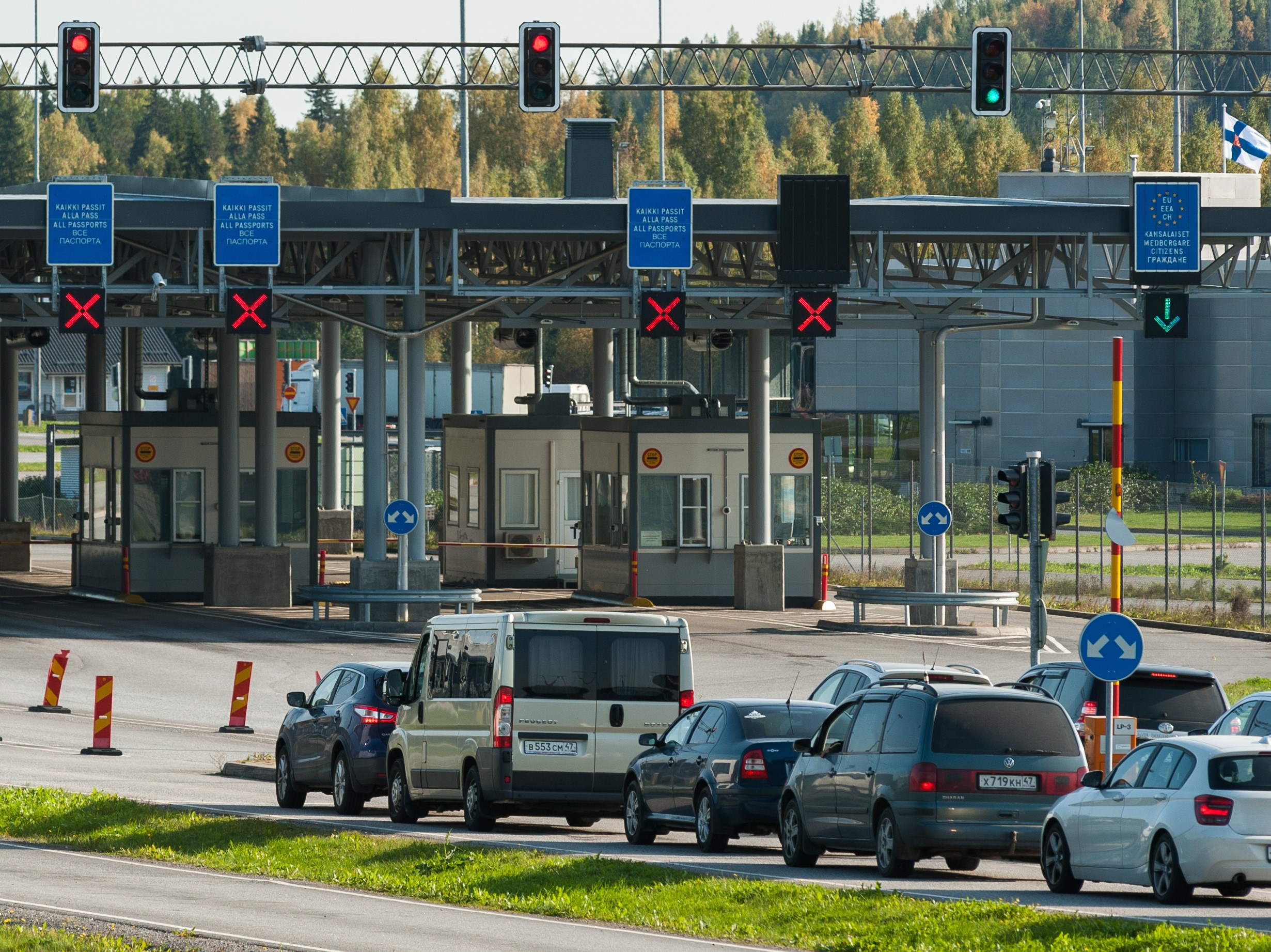
Posto de controle de fronteira para veículos operado pela Guarda de Fronteira finlandesa em Nuijamaa, na fronteira externa com a Rússia. A pista da extrema direita é apenas para cidadãos do EEE (incluindo a UE) e da Suíça, enquanto as outras pistas são para todos os viajantes

Todas as pessoas que cruzam as fronteiras externas — de entrada ou de saída — estão sujeitas a um controle por um guarda de fronteira. A única exceção é para os viajantes transfronteiriços regulares (tanto os que têm o direito de livre circulação quanto os nacionais de países terceiros) que são bem conhecidos pelos guardas de fronteira: uma vez que uma verificação inicial tenha demonstrado que não há nenhuma indicação registrada em relação a eles no Sistema de Informação Schengen ou nos bancos de dados nacionais, eles só podem ser submetidos a verificações "aleatórias" ocasionais, em vez de verificações sistemáticas toda vez que cruzarem a fronteira.
Anteriormente, os cidadãos do EEE e da Suíça, bem como seus familiares que gozavam do direito de livre circulação, estavam sujeitos apenas a um "controle mínimo" ao cruzar as fronteiras externas. Isso significava que seu documento de viagem estava sujeito apenas a uma inspeção visual "rápida" e "simples" e a uma verificação opcional nos bancos de dados de documentos de viagem perdidos/roubados. A consulta ao Sistema de Informação de Schengen e a outros bancos de dados nacionais para garantir que o viajante não representasse uma ameaça à segurança, à política pública ou à saúde só era permitida em uma base estritamente "não sistemática" quando tal ameaça fosse "genuína", "presente" e "suficientemente grave". Em contraste, outros viajantes estavam sujeitos a um "controle minucioso".
No entanto, à luz dos ataques terroristas de novembro de 2015 em Paris, em uma reunião do Conselho da União Europeia em 20 de novembro de 2015, os ministros do interior dos Estados-membros decidiram "implementar imediatamente as verificações sistemáticas e coordenadas necessárias nas fronteiras externas, inclusive em relação às pessoas que gozam do direito de livre circulação". Foram feitas alterações no Código de Fronteiras Schengen para introduzir verificações sistemáticas dos documentos de viagem dos cidadãos do EEE e da Suíça, bem como de seus familiares que gozam do direito de livre circulação, em relação aos bancos de dados relevantes ao atravessar fronteiras externas. O novo regime entrou em vigor em 7 de abril de 2017.
Quando a realização de verificações sistemáticas em bancos de dados tiver um impacto desproporcional sobre o fluxo de tráfego em uma fronteira externa, essas verificações poderão ser flexibilizadas se, com base em uma avaliação de risco, for determinado que isso não levaria a um risco de segurança.
Em circunstâncias "excepcionais" e "imprevistas", quando o tempo de espera se torna excessivo, os controles nas fronteiras externas podem ser relaxados temporariamente.
Os guardas de fronteira executam os seguintes procedimentos ao verificar os viajantes que cruzam as fronteiras externas:
| Procedimento | Procedimento | Cidadãos do EEE/Suíça e membros da família com direito de livre circulação | Cidadãos de países terceiros (na entrada)                         | Cidadãos de países terceiros (na saída) |
| --- | --- | -------------------------------------------------------------------------- | ----------------------------------------------------------------- | --------------------------------------- |
| Verificação da identidade do viajante com base em seu documento de viagem | Verificação da identidade do viajante com base em seu documento de viagem | Sim                                                                        | Sim                                                               | Sim                                     |
| Verificação de documento de viagem para averiguar se é válido e não está vencido | Verificação de documento de viagem para averiguar se é válido e não está vencido | Sim                                                                        | Sim                                                               | Sim                                     |
| Verificação de sinais de falsificação ou contrafação no documento de viagem | Verificação de sinais de falsificação ou contrafação no documento de viagem | Sim                                                                        | Sim                                                               | Sim                                     |
| Verificação de sinais de falsificação ou contrafação no documento de viagem usando dispositivos técnicos (por exemplo, luz UV, lupas) | Verificação de sinais de falsificação ou contrafação no documento de viagem usando dispositivos técnicos (por exemplo, luz UV, lupas) | Opcional                                                                   | Opcional                                                          | Opcional                                |
| Verificação da autenticidade dos dados armazenados no chip RFID (se o documento de viagem for biométrico) | Verificação da autenticidade dos dados armazenados no chip RFID (se o documento de viagem for biométrico) | Opcional                                                                   | Opcional                                                          | Opcional                                |
| Verificação do documento de viagem em relação à lista de documentos roubados, desviados, perdidos e invalidados no Sistema de Informações Schengen, no banco de dados SLTD da Interpol e em outros bancos de dados nacionais. | Verificação do documento de viagem em relação à lista de documentos roubados, desviados, perdidos e invalidados no Sistema de Informações Schengen, no banco de dados SLTD da Interpol e em outros bancos de dados nacionais. | Sim                                                                        | Sim                                                               | Sim                                     |
| Consultar o Sistema de Informações Schengen e outros bancos de dados nacionais para garantir que o viajante não represente uma ameaça à ordem pública, à segurança interna, à saúde pública ou às relações internacionais de qualquer Estado- membro de Schengen | Consultar o Sistema de Informações Schengen e outros bancos de dados nacionais para garantir que o viajante não represente uma ameaça à ordem pública, à segurança interna, à saúde pública ou às relações internacionais de qualquer Estado- membro de Schengen | Sim                                                                        | Opcional (consulta a bancos de dados somente "quando necessário") | Sim                                     |
| Registro da entrada/saída do viajante em um banco de dados Observe que, a partir de abril de 2016, apenas 10 Estados-membros de Schengen — Estônia, Finlândia, Hungria, Letônia, Lituânia, Malta, Polônia, Portugal, Eslováquia e Espanha — registram as entradas e saídas de nacionais de países terceiros em seus bancos de dados nacionais, mas os dados não são trocados entre os bancos de dados nacionais desses países, nem há um banco de dados centralizado em todo o espaço Schengen que rastreie entradas e saídas em todos os 27 Estados membros de Schengen. Somente a Polônia registra sistematicamente as entradas e saídas de cidadãos do EEE e da Suíça que são parados na fronteira. | Registro da entrada/saída do viajante em um banco de dados Observe que, a partir de abril de 2016, apenas 10 Estados-membros de Schengen — Estônia, Finlândia, Hungria, Letônia, Lituânia, Malta, Polônia, Portugal, Eslováquia e Espanha — registram as entradas e saídas de nacionais de países terceiros em seus bancos de dados nacionais, mas os dados não são trocados entre os bancos de dados nacionais desses países, nem há um banco de dados centralizado em todo o espaço Schengen que rastreie entradas e saídas em todos os 27 Estados membros de Schengen. Somente a Polônia registra sistematicamente as entradas e saídas de cidadãos do EEE e da Suíça que são parados na fronteira. | Opcional                                                                   | Opcional                                                          | Opcional                                |
| Carimbar o documento de viagem | Carimbar o documento de viagem | Não                                                                        | Sim(with specific groups)                                         | Sim(with specific groups)               |
| Verificação de visto/permissão de residência adequado (se necessário) | Verificação de visto/permissão de residência adequado (se necessário) | Não                                                                        | Sim                                                               | Opcional                                |
| Verificação da autenticidade do visto de curta duração (se necessário) e a identidade de seu titular consultando o Sistema de Informação sobre Vistos | Verificação da autenticidade do visto de curta duração (se necessário) e a identidade de seu titular consultando o Sistema de Informação sobre Vistos | Não                                                                        | Sim                                                               | Opcional                                |
| Examinar os carimbos de entrada e saída no documento de viagem para garantir que o viajante não tenha excedido a duração máxima da estadia autorizada | Examinar os carimbos de entrada e saída no documento de viagem para garantir que o viajante não tenha excedido a duração máxima da estadia autorizada | Não                                                                        | Sim (com algumas exceções) [ 197 ]                                | Opcional                                |
| Verificação do ponto de partida e o destino do viajante | Verificação do ponto de partida e o destino do viajante | Não                                                                        | Sim                                                               | Não                                     |
| Verificação do objetivo da estadia do viajante | Verificação do objetivo da estadia do viajante | Não                                                                        | Sim (com algumas exceções)                                        | Não                                     |
| Verificação de quaisquer documentos/evidências que comprovem o suposto propósito de estadia do viajante | Verificação de quaisquer documentos/evidências que comprovem o suposto propósito de estadia do viajante | Não                                                                        | Opcional (com algumas exceções)                                   | Não                                     |
| Verificar se o viajante tem fundos suficientes para sua estadia e viagem de ida e volta (ou se está em condições de adquirir esses meios legalmente) | Verificar se o viajante tem fundos suficientes para sua estadia e viagem de ida e volta (ou se está em condições de adquirir esses meios legalmente) | Não                                                                        | Sim (com algumas exceções)                                        | Não                                     |

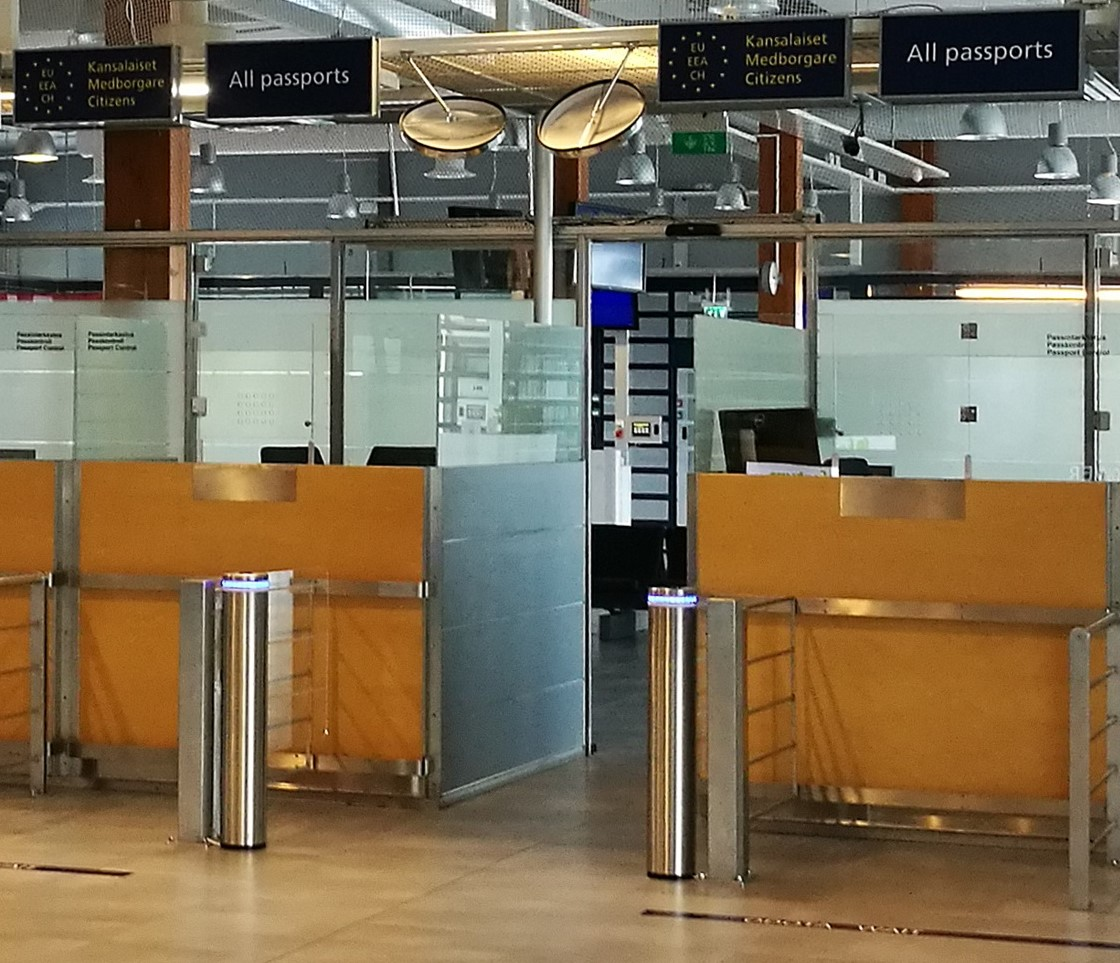
Cabines de controle de fronteira no saguão de embarque do Aeroporto de Oulu, na Finlândia, que serão atendidas pela Guarda de Fronteira finlandesa quando um voo for operado para um destino fora do Espaço Schengen. O sinal "EU/EEA/Swiss citizens" (cidadãos da UE/EEE/Suíça) ou "All passports" (todos os passaportes) acima das cabines pode ser iluminado.

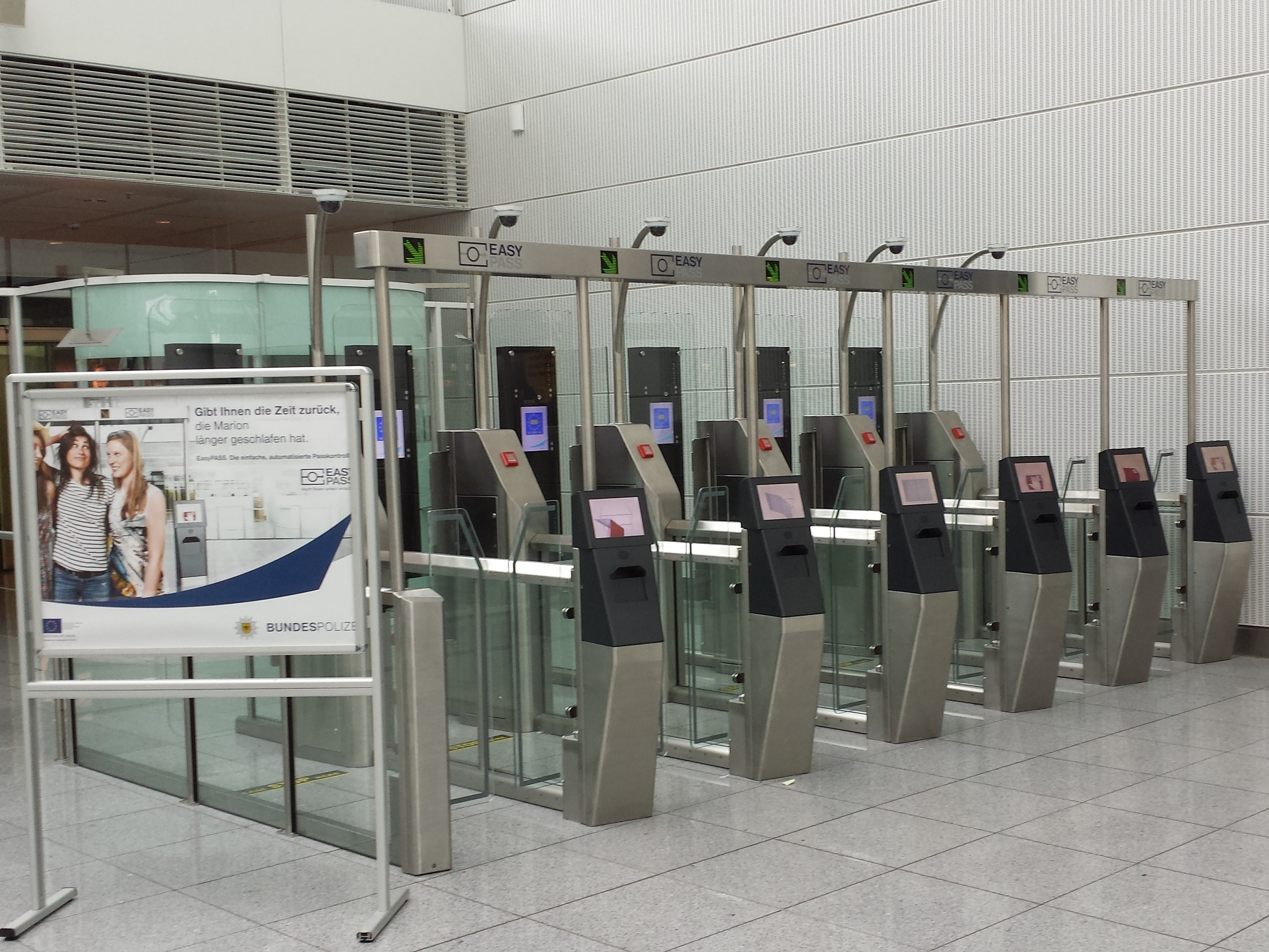
Portões de autoatendimento EasyPASS que os viajantes qualificados podem usar para passar pelo controle de fronteira no Aeroporto de Munique, Alemanha

Como mostra a tabela acima, como muitos procedimentos são opcionais, os guardas de fronteira têm liberdade para decidir o grau de rigor no controle dos viajantes nos pontos de passagem da fronteira externa. Como resultado, o tempo necessário para realizar os controles difere entre os países de Schengen. No regime anterior (em que as pessoas com direito à liberdade de circulação estavam sujeitas apenas a uma "verificação mínima"), uma verificação de entrada para um cidadão do EEE ou da Suíça levava cerca de cinco segundos, em média, na Itália, enquanto na Noruega, em média, levava cerca de um minuto. As disparidades nas verificações de nacionais de países terceiros (que estão sujeitos a uma verificação mais rigorosa) são ainda maiores. Por exemplo, uma verificação de entrada para um nacional do Anexo II leva cerca de 15 segundos em média na Grécia, enquanto na Eslováquia leva em média de três a cinco minutos. Da mesma forma, uma verificação de entrada para um nacional do Anexo I dura, em média, cerca de 30 a 60 segundos nos Países Baixos, enquanto na Letônia dura cerca de dois a cinco minutos em média.

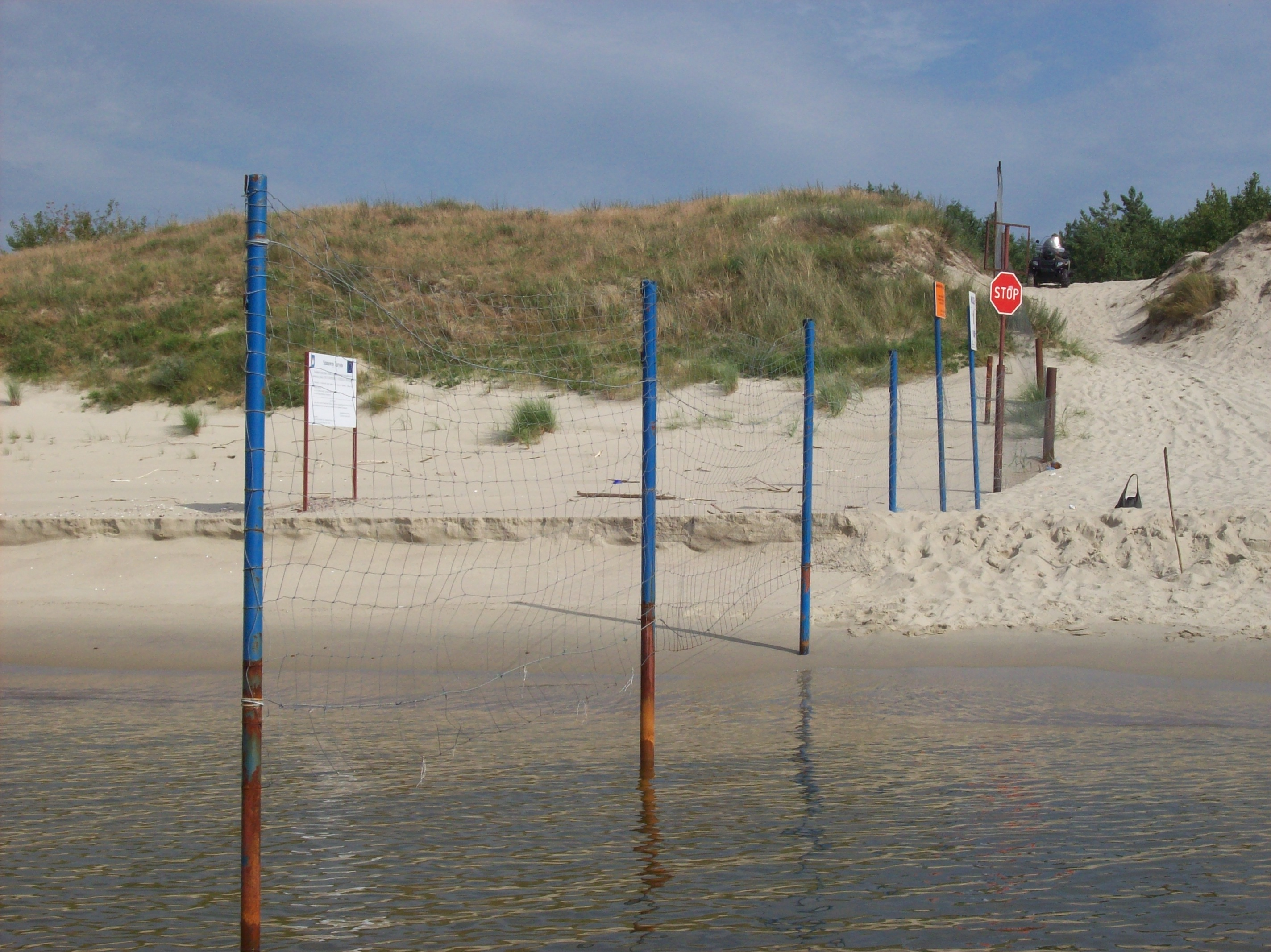
Cercas no Cordão do Vístula marcando a fronteira externa entre a Polônia e a Rússia.

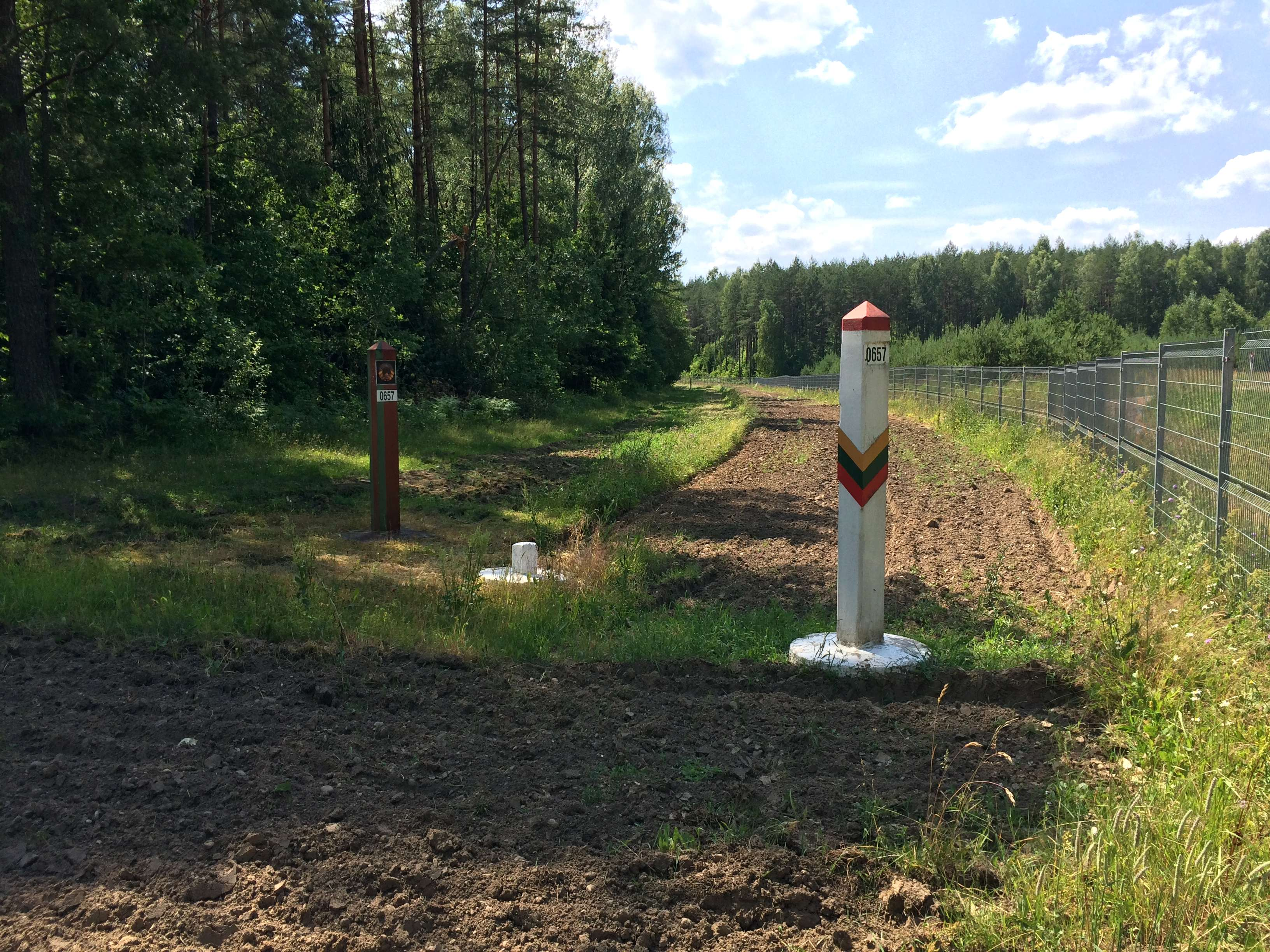
Marco de fronteira e cercas demarcando a fronteira externa entre a Lituânia e Belarus perto do vilarejo de Stakai.

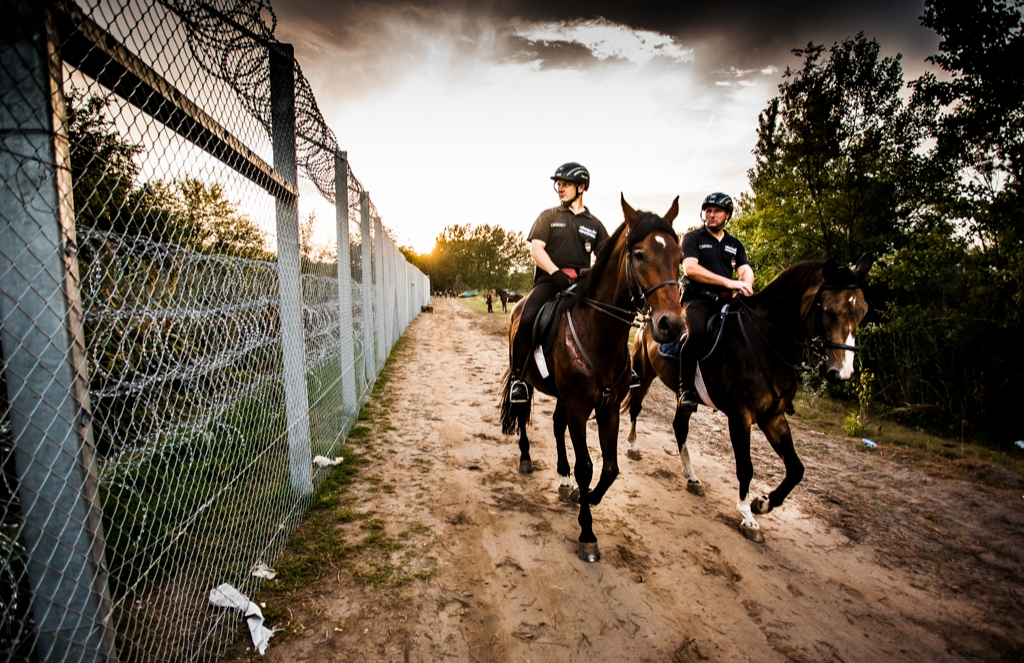
Policiais húngaros montados patrulhando a fronteira externa entre a Hungria e a Sérvia.

Depois que o novo regime entrou em vigor, em 7 de abril de 2017, foram registrados tempos de espera significativamente mais longos em vários pontos de passagem da fronteira externa, especialmente por ser pouco antes do feriado da Páscoa. Os viajantes que entravam na Eslovênia vindos da Croácia (que ainda não fazia parte do Espaço Schengen) tiveram que esperar várias horas enquanto os guardas de fronteira eslovenos verificavam sistematicamente os documentos de viagem de todos os viajantes (inclusive aqueles com direito à livre circulação) nos bancos de dados relevantes. O Primeiro-ministro da Eslovênia, Miro Cerar, reconheceu que a situação era "inaceitável". A fim de aliviar as longas filas, a verificação sistemática dos documentos de viagem das pessoas com direito de livre circulação em relação aos bancos de dados relevantes foi temporariamente suspensa a partir da noite de sexta-feira, 7 de abril de 2017, até o final do fim de semana. No entanto, no fim de semana seguinte, as longas filas voltaram a aparecer. O Primeiro-ministro da Croácia, Andrej Plenković, criticou a situação, chamando-a de "insustentável", e expressou preocupação com o impacto sobre o turismo (que representa 18% do PIB da Croácia). A Presidente da Croácia, Kolinda Grabar-Kitarović, enviou uma carta formal à Comissão Europeia para expressar sua preocupação com o efeito do novo regime sobre os controles de fronteira. Em uma reunião realizada em 29 de abril de 2017, o Presidente da Comissão Europeia, Jean-Claude Juncker, Cerar e Plenković concordaram que, daqui para frente, a verificação sistemática dos documentos de viagem das pessoas com direito à livre circulação em relação aos bancos de dados relevantes seria suspensa nos pontos de passagem da fronteira terrestre entre a Croácia e a Eslovênia se o tempo de espera exceder 15 minutos (com "verificações direcionadas" sendo realizadas em seu lugar).
Longas filas também foram relatadas em pontos de passagem de fronteira externa na Grécia, onde a liderança da Polícia Grega (que é responsável pelos controles de fronteira) decidiu suspender, por um período de 6 meses, a verificação sistemática dos documentos de viagem das pessoas com direito à livre circulação em relação aos bancos de dados relevantes (com exceção do ponto de passagem de fronteira terrestre de Kipoi com a Turquia, devido a preocupações com a segurança). A Grécia foi particularmente afetada pela implementação do novo regime, pois as carteiras de identidade gregas não são legíveis por máquina, o que significava que os guardas de fronteira tinham que inserir manualmente as informações do titular no sistema de computador para verificar os bancos de dados relevantes se um cidadão grego apresentasse uma carteira de identidade em vez de um passaporte. Da mesma forma, foram relatados longos tempos de espera nos pontos de passagem da fronteira externa na França e na Espanha. A Finlândia, a Hungria e a Itália também emitiram notificações suspendendo as verificações sistemáticas em alguns pontos de passagem de fronteira externa. Em julho de 2017, a Grécia apresentou um pedido para suspender a verificação sistemática dos documentos de viagem das pessoas com direito à livre circulação em relação aos bancos de dados relevantes por um período adicional de 18 meses, devido a "deficiências de infraestrutura e aumento do tráfego em 12 aeroportos do país".
Ao realizar verificações nas fronteiras externas, os guardas de fronteira são, por lei, obrigados a respeitar a dignidade dos viajantes (especialmente em casos envolvendo pessoas vulneráveis) e são proibidos de discriminar pessoas com base em seu sexo, origem racial ou étnica, religião ou crença, deficiência, idade ou orientação sexual.
Os controles de fronteira externa estão localizados nas estradas que cruzam a fronteira, nos aeroportos, nos portos marítimos e a bordo dos trens. Normalmente, não há cerca ao longo da fronteira terrestre, mas há exceções como a cerca da fronteira de Ceuta e alguns lugares na fronteira oriental. No entanto, sistemas de câmeras de vigilância, alguns equipados com tecnologia infravermelha, estão localizados em alguns pontos mais críticos, por exemplo, na fronteira entre a Eslováquia e a Ucrânia, onde em alguns pontos há uma câmera a cada 186 metros (203 jardas).
Todos os viajantes que entram e saem do Espaço Schengen pela aviação geral ou em um barco de lazer devem fazer seu primeiro ponto de entrada/ponto final de partida em um aeroporto/aeródromo ou porto marítimo designado como ponto de passagem de fronteira externa. Por meio de derrogação, os viajantes a bordo de um barco de lazer podem fazer sua primeira escala em um porto que não seja designado como ponto de passagem de fronteira externa, se notificarem as autoridades portuárias e obtiverem autorização dos guardas de fronteira. Na prática, entretanto, essa é uma brecha difícil de ser verificada, e o contrabando de drogas em grande escala usando barcos particulares foi descoberto. Ao longo da costa sul dos países de Schengen no Mediterrâneo, os guardas costeiros fazem um esforço substancial para impedir a entrada de barcos particulares sem permissão.
Em muitos pontos de passagem de fronteira externa, há corredores especiais para cidadãos do EEE e da Suíça (bem como para seus familiares) e outros corredores para todos os viajantes, independentemente da nacionalidade. Em alguns pontos de passagem de fronteira externa, há um terceiro tipo de corredor para viajantes que são cidadãos do Anexo II (ou seja, cidadãos não pertencentes ao EEE/Suíça que estão isentos da exigência de visto). Embora os cidadãos andorranos e sammarinenses não sejam cidadãos do EEE, eles podem usar as faixas especiais designadas para cidadãos do EEE e suíços. Desde 1º de janeiro de 2021, os cidadãos britânicos não podem mais usar as faixas do EEE/Suíça.
Alguns pontos de passagem da fronteira externa só podem ser usados por determinados viajantes. Por exemplo, o posto de controle de fronteira em Veľké Slemence, Eslováquia (na fronteira com a Ucrânia) só pode ser atravessado por pedestres ou ciclistas que sejam cidadãos do EEE, suíços ou ucranianos. O posto de controle de fronteira em Ramoniškiai, Lituânia (na fronteira com a Rússia) só pode ser atravessado por residentes da Lituânia e da Rússia; todos os outros viajantes (incluindo cidadãos do EEE e suíços não residentes na Lituânia/Rússia) não podem usar esse posto de controle de fronteira. Da mesma forma, o posto de fronteira de Pededze-Brunishevo, na Letônia (na fronteira com a Rússia), só pode ser utilizado por cidadãos letões e russos. Os postos de fronteira de Narva 2 e Saatse, na Estônia (na fronteira com a Rússia), só podem ser utilizados por residentes da Estônia e da Rússia. O posto de controle de fronteira em Połowce-Pieszczatka, na Polônia (na fronteira com a Bielorrússia) só pode ser atravessado por cidadãos poloneses e bielorrussos. Em 2016, como medida temporária de 180 dias, os dois postos de controle de fronteira mais ao norte, Raja-Jooseppi e Salla, na fronteira Finlândia-Rússia, só podiam ser atravessados por cidadãos finlandeses, russos e bielorrussos (bem como por seus familiares); todos os outros cidadãos, inclusive cidadãos não finlandeses do EEE e suíços, não tinham permissão para usar esses postos de controle de fronteira. Além disso, os pontos de passagem de fronteira de Haapovaara, Inari, Karttimo, Kurvinen, Leminaho e Parikkala (bem como o ponto de passagem de trem de Imatra) estão abertos apenas para cidadãos finlandeses e russos.
As obrigações adicionais impostas pela legislação europeia às autoridades fronteiriças nacionais quando se trata de processar viajantes que são nacionais de países terceiros (por exemplo, a obrigação de carimbar seus documentos de viagem) não devem impedir o desenvolvimento de sistemas automatizados de controle de fronteiras que são disponibilizados a esses viajantes. Conforme demonstrado pelos exemplos listados acima de sistemas automatizados de controle de fronteiras que foram desenvolvidos em pontos de passagem de fronteira externa do Espaço Schengen, as autoridades de fronteira nacionais puderam adaptar o projeto de seus sistemas automatizados de controle de fronteiras para permitir que os nacionais de países terceiros os utilizem. Uma solução é ter um guarda de fronteira posicionado fisicamente ao lado dos portões automatizados de fronteira que possa carimbar os documentos de viagem quando necessário: Essa abordagem foi adotada pela Guarda de Fronteira finlandesa nos portões de fronteira automatizados do Aeroporto de Helsinque, onde os usuários elegíveis (que precisam receber um carimbo de passaporte) incluem portadores de passaportes biométricos australianos, canadenses, japoneses, neozelandeses, sul-coreanos e estadunidenses, bem como pelo Serviço de Estrangeiros e Fronteiras português nos portões de fronteira automatizados do Aeroporto de Lisboa, onde os usuários elegíveis (que precisam receber um carimbo de passaporte) incluem portadores de passaportes angolanos e brasileiros e portadores de passaportes diplomáticos/de serviço. Essa abordagem também foi adotada na Itália, onde os usuários qualificados dos eGates incluem portadores de passaportes biométricos australianos, canadenses, israelenses, japoneses, neozelandeses, de Singapura, sul-coreanos, dos Estados Unidos e do Vaticano. Uma solução semelhante, mas um pouco diferente, foi adotada pelo Marechalato Real nos portões de fronteira automatizados com reconhecimento de íris Privium no Aeroporto Schiphol de Amsterdã (onde os usuários elegíveis incluem cidadãos registrados do EEE/Suíça, cidadãos dos EUA que são membros do Global Entry e todos os cidadãos que são portadores de passaportes diplomáticos), bem como pela Polícia Federal Alemã nos portões de fronteira automatizados com reconhecimento de íris ABG Plus no Aeroporto de Frankfurt (onde os usuários elegíveis incluem cidadãos registrados do EEE/Suíça e cidadãos dos EUA que são membros do Global Entry): Quando os cidadãos de países terceiros qualificados usam o Privium/ABG Plus, depois que sua íris é escaneada e verificada, um portão diferente do portão para cidadãos do EEE/Suíça é aberto e o cidadão de país terceiro é direcionado para uma pista que o leva para a frente da fila de verificação manual de passaportes nos balcões de imigração, onde o oficial de fronteira carimba o passaporte do usuário.
Outra solução possível seria projetar os portões de fronteira automatizados para imprimir um recibo de papel com um carimbo de entrada ou saída, bem como o nome do viajante e o número do documento de viagem, sempre que o usuário for um viajante sujeito à exigência de ter seu documento de viagem carimbado. No Porto de Helsinque, a Guarda de Fronteira finlandesa adaptou o projeto dos portões de fronteira automatizados para ampliar a elegibilidade de modo a incluir cidadãos russos (que, como cidadãos do Anexo I, precisam ter um visto), exigindo que eles digitalizem a página de dados biográficos e o visto dentro do passaporte, depois entrem no portão para reconhecimento da imagem facial e da impressão digital e, após a abertura do portão, dirijam-se a um agente de fronteira para carimbar o passaporte.
Às vezes, os controles de fronteira externa estão localizados em território não-Schengen. Por exemplo, a Polícia de Fronteira da França opera verificações de fronteira em controles justapostos para viajantes que partem do Reino Unido para o Espaço Schengen antes de embarcarem em seu trem ou balsa nas estações ferroviárias St Pancras International, Ebbsfleet International e Ashford International, bem como no Porto de Dover e no Terminal Folkestone do Eurotúnel.

#### ETIAS
Em novembro de 2016, a Comissão Europeia propôs um sistema de autorização eletrônica para cidadãos de países terceiros isentos de visto chamado ETIAS (European Travel Information and Authorisation System). Os visitantes estrangeiros deverão enviar dados pessoais com antecedência e pagar uma taxa de processamento (a taxa é isenta para crianças). A solicitação deve ser feita pela Internet e precisa ser feita alguns dias antes da viagem. A autorização é válida por três anos. Ele é imaginado como um sistema semelhante ao sistema ESTA dos Estados Unidos e ao sistema ETA do Canadá. O ETIAS está programado para entrar em operação até o final de 2023.
Os requisitos do ETIAS serão, em geral, aplicados a cidadãos de países terceiros que não precisam de visto e não têm autorização de residência ou similar.

#### Responsabilidade da transportadora
As regras de Schengen exigem que todas as transportadoras que transportam passageiros pela fronteira externa de Schengen verifiquem, antes do embarque, se os passageiros têm os documentos de viagem e vistos corretos exigidos para a entrada. As transportadoras que transportam cidadãos de países terceiros sem os documentos de viagem corretos são impostas com penalidades financeiras e são obrigadas a transportar as pessoas cuja entrada foi recusada de volta ao ponto de partida. O objetivo dessa medida é evitar a imigração ilegal. Além disso, como os imigrantes têm o direito de solicitar asilo no controle de fronteira nos portos de entrada na União Europeia, embora tais solicitações devam ser feitas pessoalmente no país onde o status de asilo é solicitado, essa medida tem o efeito de impedir que os possíveis solicitantes de asilo embarquem no transporte público para o Espaço Schengen (a menos que já tenham obtido um visto Schengen ou estejam isentos de visto).

### Vistos de curta duração e de trânsito
As regras aplicáveis aos vistos de entrada de curto prazo no Espaço Schengen são

Espaço Schengen
Outros membros da UE e territórios de países do Espaço Schengen fora do Espaço Schengen (liberdade de circulação no Espaço Schengen)
Não é necessário visto para estadias curtas no Espaço Schengen
Visto necessário para entrar no Espaço Schengen e, em alguns casos, para transitar por alguns países do Espaço Schengen
Visto necessário para entrar ou transitar em qualquer país do Acordo de Schengen

estabelecidas em regulamentos da UE que contêm duas listas: uma lista de nacionalidades (ou classes de portadores de documentos de viagem) que exigem visto para uma estadia de curto prazo (a lista do Anexo I) e uma lista que não exige (a lista do Anexo II).
O fato de constar na lista de isenção de visto às vezes, mas nem sempre, isenta a nacionalidade ou classe listada da exigência de obter uma autorização de trabalho caso deseje assumir um emprego ou atividade autônoma durante sua estadia; viagens de negócios normalmente não são consideradas emprego nesse sentido.

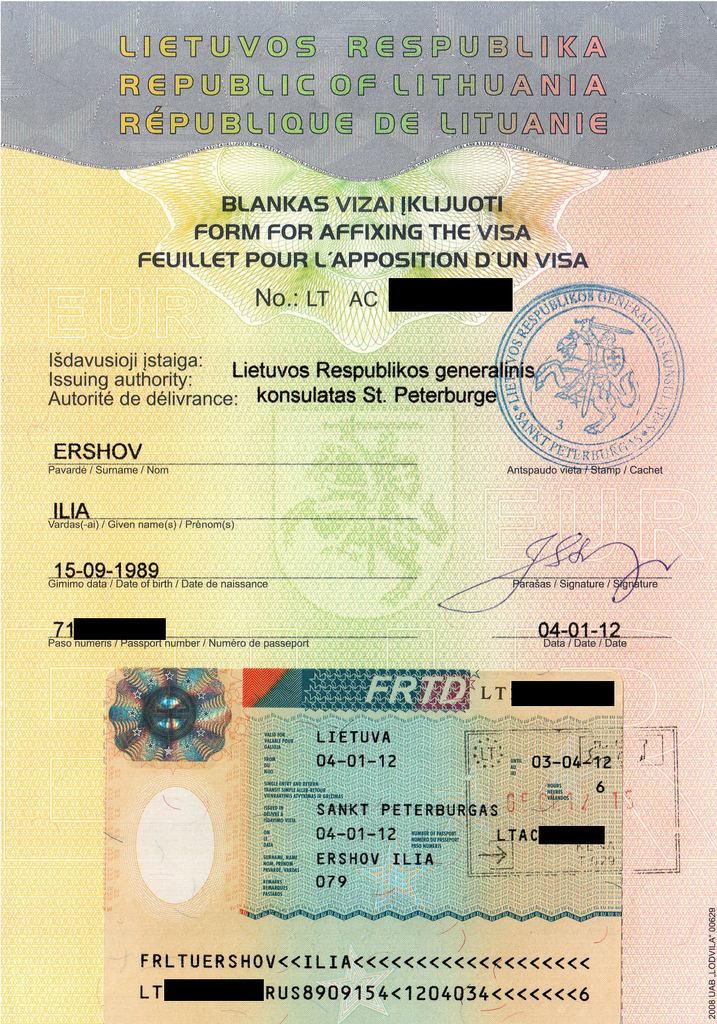
Documento de trânsito ferroviário facilitado

O pedido de visto Schengen deve ser apresentado à embaixada ou ao consulado do país que o viajante pretende visitar. Se um viajante planeja visitar vários países do Espaço Schengen, a solicitação deve ser apresentada à embaixada ou ao consulado do destino principal. Se o destino principal não puder ser determinado, o viajante deve solicitar o visto na embaixada ou consulado do Estado membro do Espaço Schengen de primeira entrada. Frequentemente, prestadores de serviços externos são contratados por determinadas missões diplomáticas para processar, coletar e devolver os pedidos de visto.
A taxa padrão de solicitação de um visto Schengen é de 80 euros. Há uma taxa de solicitação de visto reduzida de 40 euros para crianças de 6 a 12 anos. A taxa de solicitação de visto é dispensada para crianças com menos de 6 anos de idade. Quando uma solicitação é enviada a um prestador de serviços externo, pode ser necessário pagar uma taxa de serviço adicional. A taxa de solicitação de visto (e a taxa de serviço adicional, se aplicável) não é reembolsável, independentemente do resultado da solicitação.

### Condições de entrada para cidadãos de países terceiros
Um visto Schengen ou uma isenção de visto não dá ao viajante o direito de entrar no Espaço Schengen, mas permite que o viajante busque a entrada no ponto de passagem de fronteira. O Código de Fronteiras Schengen lista os requisitos que os nacionais de países terceiros devem atender para serem autorizados a entrar no Espaço Schengen. Para esse fim, um nacional de país terceiro é uma pessoa que não desfruta do direito de livre circulação (ou seja, uma pessoa que não é um cidadão do EEE ou suíço, nem um membro da família de tal pessoa).
Os requisitos de entrada para nacionais de países terceiros que pretendem permanecer no Espaço Schengen por não mais de 90 dias em um período de 180 dias são os seguintes:
- O viajante está de posse de um documento de viagem válido ou de documentos que o autorizem a atravessar a fronteira (um visto não é considerado um documento de viagem nesse sentido); a aceitação de documentos de viagem para esse fim permanece no domínio dos Estados-membros;[242]
- o documento de viagem deve ser válido por pelo menos 3 meses após a data prevista de saída do Espaço Schengen (embora em um caso justificado de emergência, essa obrigação possa ser dispensada) e deve ter sido emitido nos últimos 10 anos;[243]
- o viajante possui um visto válido (se necessário) ou uma autorização de residência válida;
- o viajante pode justificar o propósito e as condições da estadia pretendida e tem meios de subsistência suficientes, tanto para a duração da estadia pretendida quanto para o retorno ao seu país de origem ou trânsito para um terceiro país no qual o viajante certamente será admitido, ou está em posição de adquirir tais meios legalmente;
- o Sistema de Informação Schengen não contém um alerta de recusa de entrada referente ao viajante, e;
- o viajante não é considerado uma ameaça à ordem pública, à segurança interna, à saúde pública ou às relações internacionais de nenhum dos Estados Schengen.

No entanto, mesmo que o nacional de país terceiro não cumpra os critérios de entrada, a admissão ainda poderá ser concedida:
- Por razões humanitárias.
- Por motivos de interesses nacionais.
- Por motivos de obrigações internacionais.
- Se a pessoa não estiver de posse de um visto, mas cumprir os critérios para a emissão de um visto na fronteira.
- Se a pessoa possuir uma autorização de residência ou um visto de reentrada emitido por um Estado Schengen.

Os guardas de fronteira são obrigados a carimbar os documentos de viagem dos nacionais de países terceiros quando eles cruzam as fronteiras externas. No entanto, os nacionais de Andorra, Mônaco, San Marino e Vaticano estão isentos dessa exigência, assim como os chefes de Estado, cujas visitas foram anunciadas por meio de canais diplomáticos, e os titulares de autorizações de tráfego fronteiriço local e autorizações de residência emitidas por um Estado membro de Schengen. Certas isenções também se aplicam às tripulações de navios e aeronaves. Os nacionais de países terceiros que, de outra forma, atendam a todos os critérios de admissão no Espaço Schengen não devem ter sua entrada negada pelo simples fato de não haver espaço vazio remanescente em seu documento de viagem para afixar um carimbo; em vez disso, o carimbo deve ser afixado em uma folha de papel separada.

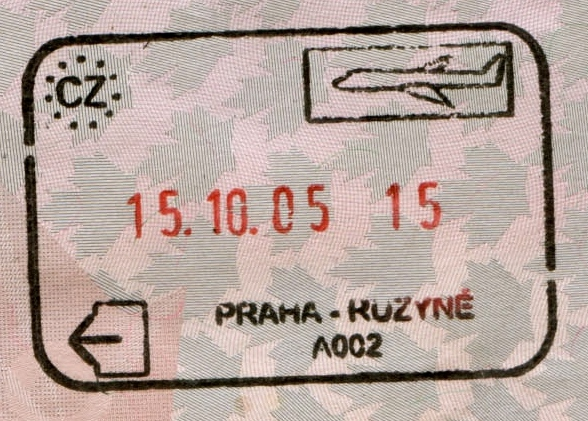
Carimbo de saída para viagens aéreas emitido no aeroporto de Praga.
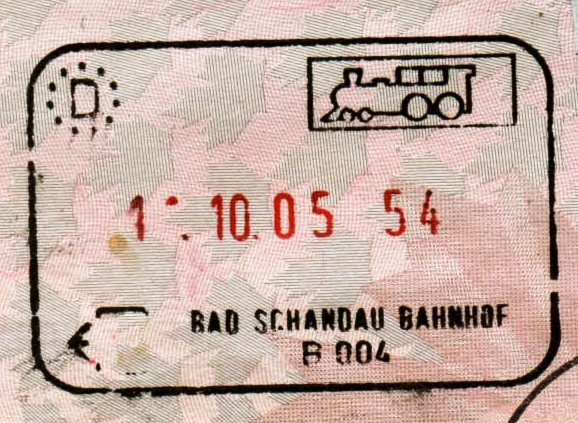
Carimbo de saída para viagem de trem, emitido na estação de trem de Bad Schandau.
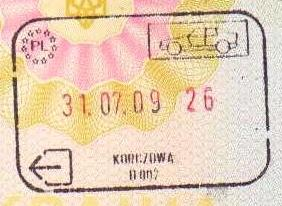
Carimbo de saída para viagens rodoviárias, emitido no posto de fronteira de Korczowa.
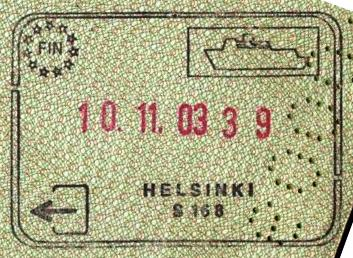
Carimbo de saída para viagens marítimas, emitido no porto de Helsinque.

### Estadias superiores a 90 dias
Para estadias no Espaço Schengen como um todo que excedam 90 dias, o nacional de um país terceiro precisará ter um visto de longa permanência por um período não superior a um ano ou uma autorização de residência para períodos mais longos. O visto de longa duração é um visto nacional, mas é emitido de acordo com um formato uniforme. Ele dá ao titular o direito de entrar no Espaço Schengen e permanecer no Estado emissor por um período superior a 90 dias, mas não superior a um ano. Se um Estado Schengen desejar permitir que o portador de um visto de longa duração permaneça no país por mais de um ano, ele deverá emitir uma autorização de residência.
O titular de um visto de longa duração ou de uma autorização de residência tem o direito de circular livremente em outros Estados que compõem o Espaço Schengen por um período de até três meses em qualquer semestre. Os nacionais de países terceiros que são residentes de longa duração em um Estado Schengen também podem adquirir o direito de se mudar e se estabelecer em outro Estado Schengen sem perder seu status legal e benefícios sociais.
Os requerentes de asilo que solicitam proteção internacional sob a Convenção de Genebra de um Estado membro de Schengen não recebem uma autorização de residência, mas, em vez disso, recebem, no prazo de três dias após a apresentação do pedido, uma autorização para permanecer no território do Estado membro enquanto o pedido estiver pendente ou sendo examinado. Isso significa que, enquanto sua solicitação de status de refugiado estiver sendo processada, os solicitantes de asilo só poderão permanecer no Estado-membro de Schengen onde solicitaram asilo e não terão o direito de circular livremente em outros Estados que compõem o Espaço Schengen. Os solicitantes bem-sucedidos a quem foi concedida proteção internacional por um Estado membro de Schengen recebem autorizações de residência válidas por pelo menos três anos e renováveis, enquanto os solicitantes a quem foi concedida proteção subsidiária por um Estado-membro de Schengen recebem autorizações de residência válidas por pelo menos um ano e renováveis, a menos que haja razões imperiosas relacionadas à segurança nacional ou à ordem pública. Os membros da família de beneficiários de proteção internacional ou subsidiária de um Estado-membro de Schengen também recebem autorizações de residência, mas sua validade pode ser mais curta. Os requerentes a quem foi concedida proteção temporária por um Estado-membro de Schengen (bem como seus familiares reunidos) recebem autorizações de residência válidas por todo o período de proteção temporária.
Entretanto, alguns cidadãos de países terceiros têm permissão para permanecer no Espaço Schengen por mais de 90 dias sem a necessidade de solicitar um visto de longa permanência. Por exemplo, a França não exige que os cidadãos de Andorra, Mônaco, San Marino e Vaticano solicitem um visto de longa permanência. Além disso, o Artigo 20(2) da Convenção que implementa o Acordo de Schengen permite que isso ocorra "em circunstâncias excepcionais" e que os acordos bilaterais concluídos por Estados signatários individuais com outros países antes da entrada em vigor da Convenção permaneçam aplicáveis. Como resultado, por exemplo, os cidadãos neozelandeses estão autorizados a permanecer por até 90 dias em cada um dos países de Schengen (Áustria, Bélgica, República Tcheca, Dinamarca, Finlândia, França, Alemanha, Grécia, Islândia, Itália, Luxemburgo, Holanda, Noruega, Polônia, Portugal, Espanha, Suécia e Suíça) que já haviam celebrado acordos bilaterais de isenção de visto com o Governo da Nova Zelândia antes da entrada em vigor da Convenção, sem a necessidade de solicitar vistos de longa duração, mas se viajarem para outros países de Schengen, aplica-se o limite de 90 dias em um período de 180 dias.

### Condições de entrada para membros da família de cidadãos do EEE e da Suíça
Os nacionais de países terceiros que são membros da família de cidadãos do EEE e da Suíça que exercem seu direito de livre circulação e que possuem um cartão de residência de um membro da família de um cidadão da União emitido pelo país anfitrião do EEE podem visitar outro Estado-membro do EEE ou a Suíça sem visto para uma estadia curta de até três meses em cada Estado-membro. Um "membro da família" é definido como o cônjuge/parceiro, qualquer um de seus filhos com menos de 21 anos de idade ou dependentes (incluindo os do cônjuge/parceiro) e pais dependentes (incluindo os do cônjuge/parceiro).
Os titulares de um cartão de residência de um membro da família de um cidadão da União emitido por um Estado membro do Acordo de Schengen podem viajar para outro Estado membro do Acordo de Schengen sem visto, independentemente de estarem viajando de forma independente ou acompanhando ou se juntando ao membro da família que é cidadão do EEE/Suíça. No entanto, os titulares de um cartão de residência de um membro da família de um cidadão da União emitido pela Bulgária, Chipre, Irlanda e Reino Unido podem viajar para o Espaço Schengen sem visto somente se estiverem acompanhando ou se juntando ao seu membro da família cidadão do EEE/Suíça. Os cidadãos britânicos tiveram até 30 de junho de 2021 para solicitar o cartão.
Se o membro da família não pertencente ao EEE for um nacional do Anexo I que se apresente na fronteira sem um cartão de residência de um membro da família de um cidadão da União nem um visto de entrada, mas que possa comprovar seus laços familiares com os cidadãos do EEE/Suíça por outros meios, então um visto deverá ser emitido gratuitamente na fronteira e a entrada será permitida.
Entretanto, a partir de dezembro de 2008, o direito de entrada de familiares de cidadãos do EEE/Suíça estabelecido nos parágrafos 2 e 4 do artigo 5 da Diretiva 2004/38/CE foi transposto incorretamente para a legislação belga, letã e sueca, e não foi transposto pela Áustria, Dinamarca, Estônia, Itália, Lituânia, Alemanha e Eslovênia. Cinco Estados-membros não seguem a diretiva, de modo que os membros da família que não pertencem ao EEE ainda podem enfrentar dificuldades (recusa de embarque no navio pela empresa de transporte, recusa de entrada pela polícia de fronteira) ao viajar para esses estados usando seu cartão de residência emitido por outro Estado-membro da UE. Um visto ou outro(s) documento(s) ainda pode(m) ser exigido(s).

### Tráfego fronteiriço local em fronteiras externas

Fronteiras externas de Schengen ou da UE que tenham autorizações de tráfego fronteiriço local.

Os Estados de Schengen que compartilham uma fronteira terrestre externa com um Estado não membro da União Europeia estão autorizados, em virtude do Regulamento da UE 1931/2006, a concluir ou manter acordos bilaterais com países terceiros vizinhos para fins de implementação de um regime de tráfego fronteiriço local. Esses acordos definem uma área de fronteira que pode se estender até um máximo de 50 quilômetros (31 milhas) em ambos os lados da fronteira e prevêem a emissão de autorizações de tráfego fronteiriço local para residentes da área de fronteira. As permissões podem ser usadas para cruzar a fronteira externa da UE dentro da área de fronteira, não são carimbadas ao cruzar a fronteira e devem exibir o nome e a fotografia do titular, bem como uma declaração de que seu titular não está autorizado a se deslocar para fora da área de fronteira e que qualquer abuso estará sujeito a penalidades.
As permissões são emitidas com um período de validade de um a cinco anos e permitem a permanência na área de fronteira por até três meses. As permissões só podem ser emitidas para residentes legais da área de fronteira que tenham residido na área de fronteira por um período mínimo de um ano (ou mais, se especificado pelo acordo bilateral). Os solicitantes de uma permissão devem demonstrar que têm motivos legítimos para atravessar frequentemente uma fronteira terrestre externa sob o regime de tráfego fronteiriço local. Os Estados Schengen devem manter um registro central das autorizações emitidas e devem fornecer acesso imediato aos dados relevantes a outros estados Schengen.
Os titulares de autorizações de tráfego fronteiriço local podem passar até 3 meses toda vez que entrarem na área de fronteira do país que emitiu a autorização (esse limite de tempo é muito mais generoso do que os "90 dias em um período de 180 dias" normalmente concedidos a nacionais de países terceiros que visitam o Espaço Schengen).
Antes da conclusão de um acordo com um país vizinho, o Estado Schengen deve receber a aprovação da Comissão Europeia, que deve confirmar que a minuta do acordo está em conformidade com o Regulamento. O acordo só poderá ser celebrado se o estado vizinho conceder pelo menos direitos recíprocos aos cidadãos do EEE e da Suíça residentes no lado Schengen da área de fronteira e concordar com a repatriação de indivíduos que estejam abusando do acordo de fronteira.
Em junho de 2017, dez acordos de tráfego local entraram em vigor:
- Hungria-Ucrânia a partir de janeiro de 2008.[276]
- Eslováquia-Ucrânia a partir de setembro de 2008.
- Polônia-Ucrânia, em julho de 2009.
- Romênia-Moldávia, em outubro de 2010.
- Letônia-Bielorrússia, em fevereiro de 2012.[277]
- Noruega-Rússia, a partir de maio de 2012.[278]

- Polônia-Rússia (área de Kaliningrado) a partir de julho de 2012[279] (suspenso desde julho de 2016)[280]
- Letônia-Rússia a partir de junho de 2013.[281]
- Romênia-Ucrânia, a partir de maio de 2015.[282]
- Um acordo entre Croácia-Bósnia e Herzegovina é aplicado em caráter provisório, aguardando ratificação.

Em 28 de abril de 2014, a Moldávia foi classificada como uma nacionalidade do "Anexo II". Em 11 de junho de 2017, a Ucrânia foi classificada como uma nacionalidade do "Anexo II". Portanto, os cidadãos moldavos e ucranianos portadores de passaportes biométricos não precisam mais de visto para entrar no Espaço Schengen e na Romênia, evitando assim a necessidade de solicitar uma autorização de tráfego fronteiriço local (a menos que desejem passar mais de 90 dias em um período de 180 dias permitido pela isenção de visto, já que os portadores de autorização de tráfego fronteiriço local podem permanecer por 3 meses na área de fronteira em cada entrada).
Há ou houve planos para acordos de tráfego fronteiriço local entre a Lituânia e a Rússia, Polônia e Bielorrússia, Bulgária e Sérvia e Bulgária e Macedônia do Norte. O acordo entre a Polônia e a Bielorrússia deveria ter entrado em vigor em 2012, mas foi adiado pela Bielorrússia, sem data de implementação definida (em outubro de 2012).
No final de 2009, a Noruega começou a emitir vistos de entradas múltiplas de um ano, sem a exigência usual de ter família ou parceiro de negócios na Noruega, chamados de Pomor-Visas, para russos do Oblast de Murmansk e, posteriormente, para os do Oblast de Arkhangelsk. A Finlândia não está planejando permissões de fronteira, mas emitiu mais de um milhão de vistos regulares para russos em 2011, e muitos deles vistos de entradas múltiplas. A UE estava planejando permitir a validade de até 5 anos para vistos de múltiplas entradas para russos.
Há também um sistema semelhante para permissões de tráfego fronteiriço local entre a Espanha e o Marrocos com relação a Ceuta e Melilha. Esse sistema é mais antigo e foi incluído no tratado de adesão da Espanha ao Espaço Schengen em 1991[55]. Nesse caso, há verificações de identidade para qualquer pessoa que viaje para outras partes do Espaço Schengen (possível apenas por barco e avião). Esses controles não são a regra para outras zonas de tráfego fronteiriço local.

### Estados dos Bálcãs Ocidentais
Os cidadãos da Albânia, Bósnia e Herzegovina, Montenegro, Macedônia do Norte e Sérvia podem entrar no Espaço Schengen sem visto. Em 30 de novembro de 2009, o Conselho (Justiça e Assuntos Internos) aboliu a exigência de visto para os cidadãos de Montenegro, Macedônia do Norte e Sérvia, enquanto em 8 de novembro de 2010 fez o mesmo para a Albânia e a Bósnia e Herzegovina. O primeiro entrou em vigor em 19 de dezembro de 2009, e o último em 15 de dezembro de 2010.
As negociações de liberalização de vistos entre a UE e os Bálcãs Ocidentais (excluindo Kosovo) foram lançadas no primeiro semestre de 2008 e terminaram em 2009 (para Montenegro, Macedônia do Norte e Sérvia) e 2010 (para Albânia e Bósnia e Herzegovina). Antes da abolição total dos vistos, os países dos Bálcãs Ocidentais (Albânia, Bósnia e Herzegovina, Montenegro, Macedônia do Norte e Sérvia) assinaram "acordos de facilitação de vistos" com os países de Schengen em 2008. Os acordos de facilitação de vistos deveriam, na época, reduzir os períodos de espera, diminuir as taxas de visto (incluindo vistos gratuitos para determinadas categorias de viajantes) e reduzir a burocracia. Na prática, entretanto, os novos procedimentos acabaram sendo mais longos, mais complicados, mais caros e muitas pessoas reclamaram que era mais fácil obter vistos antes da entrada em vigor dos acordos de facilitação.
A Comissão Europeia lançou um diálogo sobre a liberalização de vistos com o Kosovo em 19 de janeiro de 2012. Em junho de 2012, a Comissão entregou um roteiro sobre a liberalização de vistos às autoridades de Kosovo, que identificou a legislação e as medidas institucionais que Kosovo precisava adotar e implementar para avançar rumo à liberalização de vistos. Em 4 de maio de 2016, a Comissão Europeia propôs viagens sem visto para os cidadãos de Kosovo. A Comissão Europeia propôs ao Conselho da União Europeia e ao Parlamento Europeu a eliminação da exigência de visto para a população de Kosovo, transferindo Kosovo para a lista de isenção de visto para estadias de curta duração no Espaço Schengen. A UE aprovou a isenção de visto para os cidadãos de Kosovo, em vigor a partir de 1º de janeiro de 2024.

## Cooperação policial e judicial

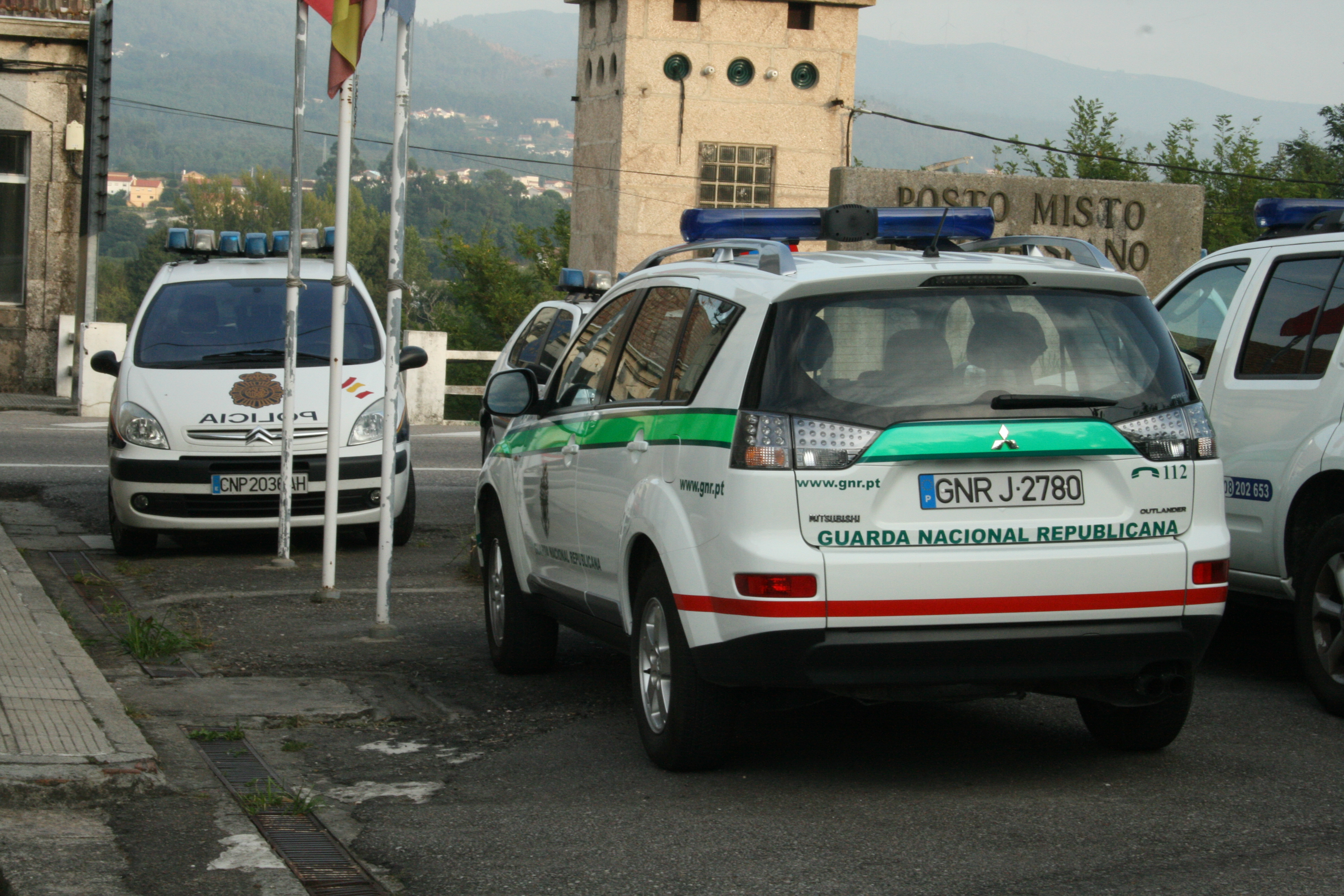
Veículos da polícia espanhola e portuguesa no centro de cooperação policial Espanha-Portugal (espanhol: Comisaría Conjunta Hispano-Lusa; português: Centro de Cooperação Policial) em Tui, na fronteira entre Portugal e Espanha.

Para combater os efeitos potencialmente agravantes da abolição dos controles de fronteira sobre a imigração sem documentos e o crime transfronteiriço, o acervo de Schengen contém medidas policiais e judiciais compensatórias. A principal delas é o Sistema de Informações de Schengen (SIS),que, em janeiro de 2010, continha mais de 30 milhões de entradas e, em janeiro de 2014, mais de 50 milhões de entradas, de acordo com um documento publicado em junho de 2015 pelo Conselho da União Europeia. Cerca de 1 milhão das entradas referem-se a pessoas, 72% das quais não tinham permissão para entrar e permanecer no Espaço Schengen. Apenas 7% das pessoas listadas no banco de dados eram pessoas desaparecidas.
A grande maioria das entradas de dados no SIS, cerca de 49 milhões, diz respeito a objetos perdidos ou roubados. O Conselho Europeu informa que, em 2013, uma média de 43 veículos roubados por dia foi detectada pelas autoridades que utilizam o banco de dados do SIS.
Uma lista das autoridades da União Europeia com acesso ao SIS é publicada anualmente no Jornal Oficial da União Europeia. Em 24 de junho de 2015, 235 autoridades podiam usar o banco de dados do SIS. O banco de dados do SIS é gerenciado operacionalmente pela eu-LISA.
O Acordo de Schengen também permite que os policiais de um Estado participante sigam suspeitos através das fronteiras, tanto em perseguição quanto para continuar as operações de observação, e para melhorar a assistência mútua em questões criminais.
A Convenção de Schengen também continha medidas destinadas a simplificar a extradição entre os países participantes, mas essas medidas foram incorporadas ao sistema de Mandado de Detenção Europeu.

## Base legal

### Disposições nos tratados da União Europeia
A base jurídica de Schengen nos tratados da União Europeia foi inserida no Tratado que institui a Comunidade Europeia por meio do artigo 2, ponto 15, do Tratado de Amsterdã. Isso inseriu um novo título chamado "Vistos, asilo, imigração e outras políticas relacionadas à livre circulação de pessoas" no tratado, atualmente numerado como Título IV e compreendendo os artigos 61 a 69. O Tratado de Lisboa altera substancialmente as disposições dos artigos do título, renomeia o título para "Espaço de liberdade, segurança e justiça" e o divide em cinco capítulos, denominados "Disposições gerais", "Políticas de controle de fronteiras, asilo e imigração", "Cooperação judiciária em matéria civil", "Cooperação judiciária em matéria penal" e "Cooperação policial".

### O Acordo de Schengen e a Convenção de Schengen
O Espaço Schengen teve sua base jurídica originalmente fora da então Comunidade Econômica Europeia, tendo sido estabelecido por um subconjunto de estados membros da Comunidade por meio de dois acordos internacionais:
- O Acordo de Schengen de 1985 — Acordo entre os Governos dos Estados da União Econômica do Benelux, da República Federal da Alemanha e da República Francesa sobre a abolição gradual dos controles em suas fronteiras comuns.
- Convenção de Schengen de 1990 — Convenção de Aplicação do Acordo de Schengen de 14 de junho de 1985 entre os Governos dos Estados da União Econômica Benelux, da República Federal da Alemanha e da República Francesa relativo à supressão gradual dos controles nas fronteiras comuns.

Ao serem incorporados ao corpo principal da legislação da União Europeia pelo Tratado de Amsterdã, o Acordo e a Convenção de Schengen foram publicados no Jornal Oficial da União Europeia por uma decisão do Conselho de Ministros. Como resultado, o Acordo e a Convenção podem ser alterados por regulamentos.